# Renault FT-17
Renault FT-17 sau Automitrailleuse à chenilles Renault FT modèle 1917 a fost un tanc ușor francez care se numără printre cele mai importante proiecte revoluționare din istorie. FT-17 a fost primul tanc cu armamentul poziționat într-o turelă complet rotativă, iar configurația sa cu turela deasupra, motorul în spate și șoferul în față a devenit una convențională, preluată de alte tancuri până în prezent. La acea perioadă a reprezentat o inovație revoluționară, făcându-l pe istoricul specializat în vehicule blindate Steven Zaloga să descrie acest tanc drept primul tanc modern al lumii.

## Istoria creării și a producției

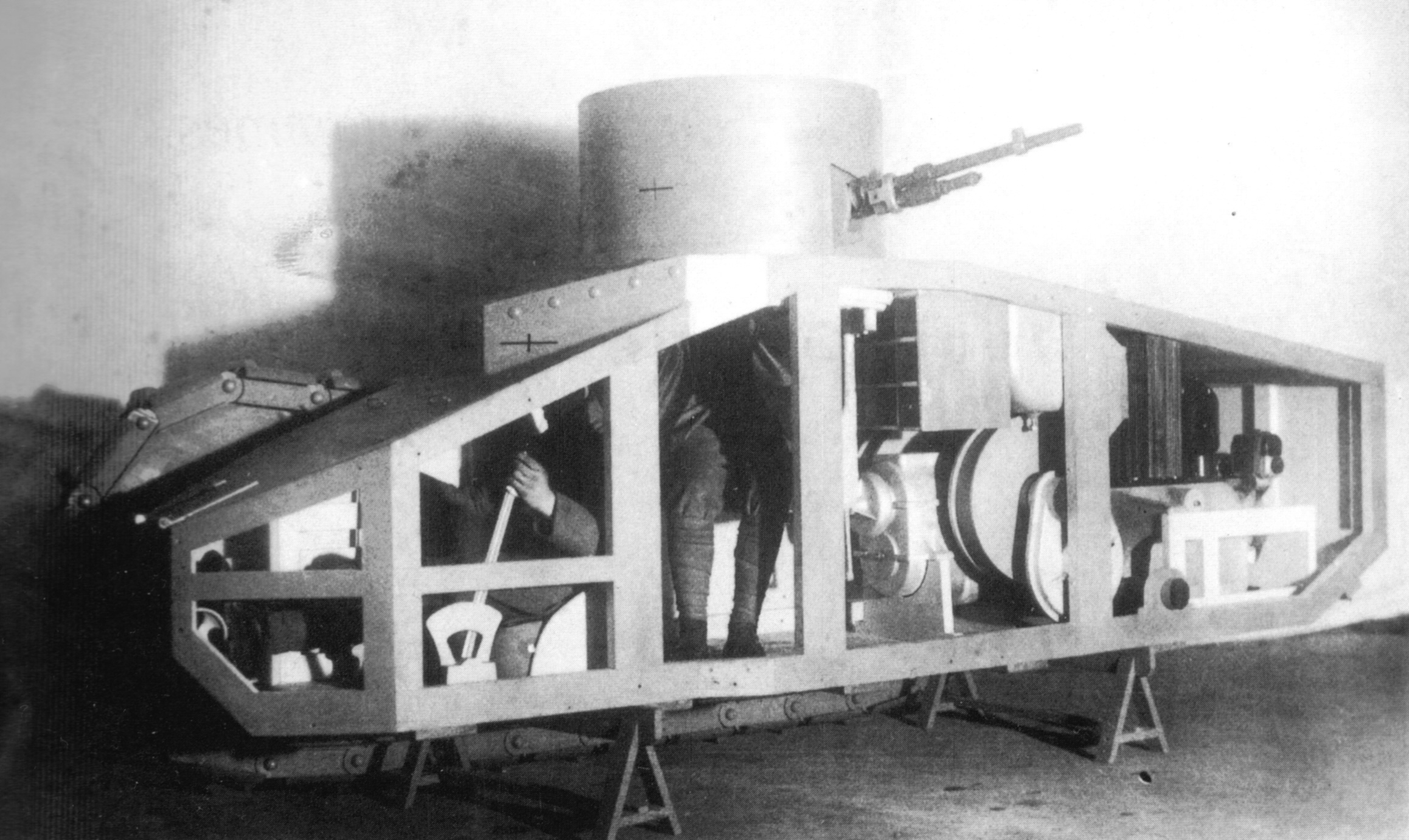
Macheta FT

În luna mai a anului 1916, reputatul producător auto Louis Renault a demarat elaborarea unui nou tanc ușor. Există dovezi care indică faptul că Renault însuși a fost implicat în faza preliminară a proiectului datorită îndoielilor sale referitoare la obținerea unui raport optim între putere și greutate pentru tancul mediu solicitat de forțele armate. Designul final a fost elaborat de Rodolphe Ernst-Metsmair, unul dintre cei mai talentați designeri ai companiei Renault. 
Deși designul tancului Renault era mult mai avansat decât primele două tancuri franceze (CA-1 Schneider și Saint Chamon), Renault a întâmpinat dificultăți inițiale în aprobarea proiectului de către comandantul forțelor de tancuri franceze, colonelul (mai târziu generalul) Jean Baptiste Eugène Estienne. Chiar și după prima utilizare a tancurilor de către britanici la 15 septembrie 1916, urmată de introducerea propriilor tancuri de către francezi, producția tancului ușor a fost aproape abandonată în favoarea tancului supergreu Char 2C. Cu sprijinul activ al lui Estienne și al comandanților șefi francezi, care au considerat tancurile ușoare ca fiind o alegere mai fezabilă și mai realistă, Renault a fost în cele din urmă în măsură să continue proiectarea tancului său. Cu toate acestea, competiția cu Char 2C a continuat până la sfârșitul războiului.
În prima jumătate a anului 1917, treptat prototipul tancului s-a îmbunătățit. Cu toate acestea, problemele legate de cureaua de transmisie a ventilatorului și de sistemul de răcire al modelului FT-17 au continuat să persiste până la sfârșitul Primului Război Mondial. În anul 1917, s-au produs doar 84 de tancuri, dar până la sfârșitul războiului, au fost livrate 2.697 de tancuri. În total, s-au produs cel puțin 3.177 de tancuri, iar unele estimări indică un număr de până la 4.000 de tancuri, incluzând toate modificările. Cu toate acestea, cifra de 3.177 reprezintă numărul total de tancuri furnizate armatei franceze. Este posibil ca alte 514 tancuri să fi fost furnizate direct armatei americane, 24 Marii Britanii și trei Italiei. Astfel, numărul total probabil de tancuri produse a fost de 3.694.
Inițial, tancul avea o turelă rotundă, dar ulterior a fost înlocuită cu o turelă octogonală. În modificările ulterioare, tancul a avut o turelă rotunjită, denumită „turelă Giraud”, după numele unei dintre numeroasele fabrici care au produs tancul. Această turelă a fost realizată din tablă de oțel. Ultimele două versiuni ale tancului puteau fi echipate cu tunul Puteaux SA 18 sau cu mitraliera Gochkis de 7,92 mm.
În SUA, a fost construită sub licență o versiune ușor modificată a tancului de șase tone sau M1917. În total, s-au produs 950 de tancuri, iar dintre acestea, 64 au fost construite înainte de sfârșitul războiului, dar nu au fost folosite din cauza obsolescenței proiectului.

## Descrierea construcției

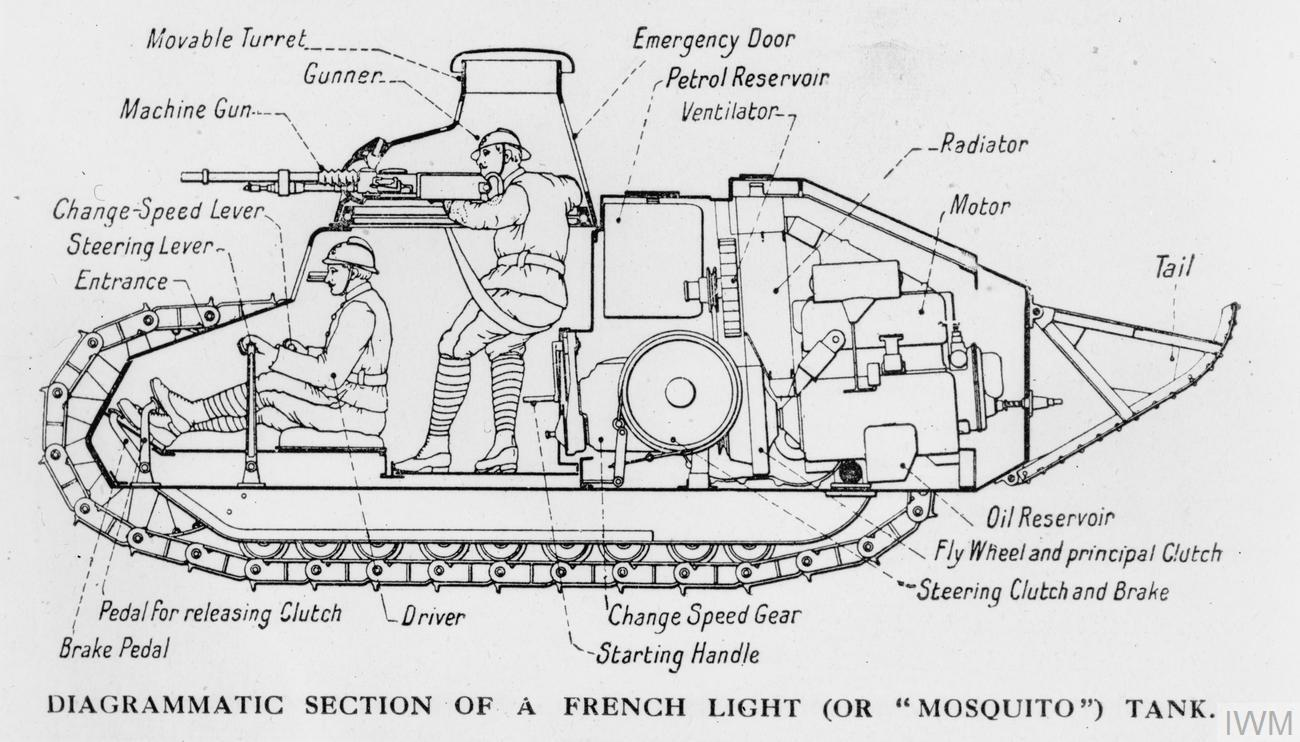
Schema de organizare internă a tancului Renault FT-17

FT a fost primul tanc care a prezentat schema „clasică” ce a devenit ulterior standard. Această schemă consta în amplasarea compartimentului de comandă în partea din față a tancului, compartimentul de luptă cu turela care adăpostea armamentul principal în centrul tancului, iar compartimentul motor-transmisie în partea din spate a corpului.
Echipajul tancului era format din doi oameni: mecanicul șofer și comandantul, care se ocupa de întreținerea și utilizarea tunului sau a mitralierei.

### Carcasa blindată și turela
Carcasa blindată a tancului a suferit, de asemenea, modificări în timpul producției. Inițial, tancul avea o turelă rotundă, dar mai târziu a fost înlocuită cu o turelă octogonală. În modificările ulterioare, tancul a avut o turelă rotunjită.

### Armamentul
Renault FT-17 a fost produs în două versiuni de armament: „versiunea cu tun” și „versiunea cu mitralieră”. Majoritatea tancurilor (aproximativ 2.100 de vehicule) au fost fabricate în versiunea cu mitralieră, în timp ce aproximativ 1.500 de vehicule au fost fabricate în versiunea cu tun.
Armamentul versiunii cu tun consta într-un tun semiautomat Gochkiss SA18 de 37 mm cu țeavă radiată, bazat pe tunul de infanterie TR mod.1916. Tunul avea o țeavă de 21 de calibre (777 mm), un zăvor vertical cu pană și dispozitive de revenire cu arc. Tunul era montat în secțiunea frontală a turelei, într-o mască de blindaj semisferică, pe butoni orizontali montați într-o placă principală de blindaj pivotantă vertical. Tunul era rotit liber cu ajutorul unui suport de umăr, unghiurile maxime de ochire verticală fiind cuprinse între -20 și +35 grade.

### Motor și transmisie
Renault FT-17 era echipat cu un motor Renault 18CV cu patru cilindri în linie și carburator, amplasat pe puntea vehiculului. Motorul avea un diametru de 95 mm, o cursă de 160 mm și un carburator Zenith, iar aprinderea era magnetică. De asemenea, motorul avea un regulator de viteză și producea 20 CP la 800 rpm, 27 CP la 1000 rpm și 39 CP la 1500 rpm.
Un rezervor de combustibil era amplasat în fața motorului, lângă peretele etanș. Benzina era alimentată de o pompă cu diafragmă sau de un pulsator, iar pe pante abrupte benzina era preluată dintr-un rezervor suplimentar. Răcirea motorului se făcea cu lichid.
Cuplul motorului era transmis printr-un ambreiaj conic la o cutie de viteze mecanică cu angrenaje suspendate, care asigura patru viteze înainte și una înapoi, cu următoarele viteze maxime:
- Prima și marșarier - 1,52 km/h
- A doua - 2,05 km/h
- A treia - 3,36 km/h
- A patra - 5,2 km/h

Mecanismele de direcție erau cu ambreiaje laterale conice. Direcția era acționată de două manete de direcție, maneta de comandă a transmisiei, pedala de accelerație, pedala de ambreiaj, pedala de frână de picior și maneta de accelerație și frână. Pentru a vira, șenilele corespunzătoare erau dezactivate și frânate. Tancul Renault FT-17 putea vira pe loc în jurul axei verticale.

### Șasiu
Șasiul tancului Renault FT-17 era format din 9 role de cale și 6 role de ghidare. Roata de ghidare avea un mecanism de tensionare a șenilelor în spirală și era amplasată în partea din față a șasiului, în timp ce roata motoare era amplasată în partea din spate. Rola de cale era montată cu un arc spiral pentru a asigura tensionarea automată a șenilelor. Rolele de cale erau asamblate în patru boghiuri, unul cu trei role și celelalte cu două role de cale. Boghiurile erau conectate în perechi printr-un pivot cu un balansier care era articulat pe un arc cu lamă semi-eliptică. Această suspensie este numită „semiregulată”. Roata de ghidare era reglabilă pentru a putea ajusta tensiunea șenilei. Roata de antrenare era amplasată în partea din spate a șasiului.
Șenilele erau de tipul cu verigă mare, de tip lanț cu verigă și aveau un sabot de șenile cu lățimea de 324 mm, cu un crampon și două șine în șina turnată. Ecartamentul șinelor era de 1,4 m.
Tancul avea o bună capacitate de traversare a terenului și a șenilelor, cu o presiune la sol de maximum 0,6 kg/cm2. Pentru a îmbunătăți capacitatea de traversare a terenului la negocierea șanțurilor și a escarpărilor, în partea din spate a șasiului era instalat un suport detașabil numit „coadă”. Cu ajutorul „cozii”, tancul putea trece un șanț cu o lățime de până la 1,8 m și o treaptă de până la 0,6 m înălțime, putea doborî copaci cu grosimea de până la 0,25 m și nu se putea răsturna pe pantele ascendente de până la 38° și cele descendente de până la 28°. Raza minimă de viraj a fost egală cu lățimea căii de rulare a vehiculului (1,41 m).

## Variante străine ale FT
- Tancul M1917, cunoscut și sub numele de Ford Two-man, a fost o variantă a tancului Renault FT și a fost produs în Statele Unite ale Americii. Acesta nu a fost folosit în timpul Primului Război Mondial, dar a fost folosit în scopuri de antrenament până la sfârșitul anilor 1930. Odată cu începutul celui de-al Doilea Război Mondial, multe dintre M1917 rămase au fost transferate în Marea Britanie și Canada pentru a fi folosite în aceeași calitate.

- Italienii au creat propriul tanc pe baza modelului Renault FT, numit Fiat 3000 (L5/21) și Fiat 3000B (L5/30). Producția a fost realizată de Ansaldo și Breda, iar comanda pentru producția a 1.400 de vehicule a fost plasată la Fiat. Fiat 3000 era mai ușor și mai rapid decât Renault FT. Până la introducerea tancurilor britanice Mk VI Carden Lloyd în 1929, Fiat 3000 a fost singurul vehicul disponibil în număr mare pentru armata italiană. Italienii le-au folosit în Abisinia, Libia și chiar și în Italia însăși. Ultima dată când Fiat 3000 a luat parte la acțiune a fost în timpul debarcării aliaților în Sicilia.
- În Rusia sovietică s-a realizat varianta FT a tancului Renault, cunoscută sub numele de Tancul KS sau Krasnoye Sormovo. Acesta a fost o replică aproape completă a tancului ușor francez Renault FT și a fost fabricat în serie mică în anul 1920 la fabrica Sormovo. Au fost produse doar 15 unități, fiecare fiind denumită individual, asemenea unei nave. Printre acestea se numără „Freedom Fighter Comrade Lenin”, „Freedom Fighter Comrade Trotsky”, „Proletarian” („Proletariat”), „Red Fighter”, „Paris Commune”, „Storm”, „Thunderstorm”, „Ilya Muromets” și „Victory”. Însă, aceste tancuri nu au fost folosite în nicio operațiune de luptă.
- În perioada ulterioară, între 1925 și 1927, a fost creat primul tanc sovietic de serie mare, T-18 (sau MS-1), bazat pe modelul FT și pe cel Fiat 3000. Producția acestuia a avut loc în perioada 1928-1931, iar în total au fost fabricate 959 de unități în mai multe variante, fără a lua în considerare prototipul. La sfârșitul anilor 1920 și începutul anilor 1930, T-18 a fost principala forță a flotei de tancuri a Armatei Roșii, însă a fost înlocuit destul de rapid de T-26, care era mult mai avansat. T-18 a fost utilizat în luptă în timpul conflictului cu China, însă în perioada 1938-1939 tancurile T-18 învechite și uzate au fost retrase din serviciu sau utilizate ca puncte de tragere staționare. În cantități reduse, aceste tancuri au fost încă funcționale până la începutul  celui de al Doilea Război Mondial  și au fost utilizate în faza inițială a acestuia.
- Renault FT-Ko: versiunea japoneză

### Modificări

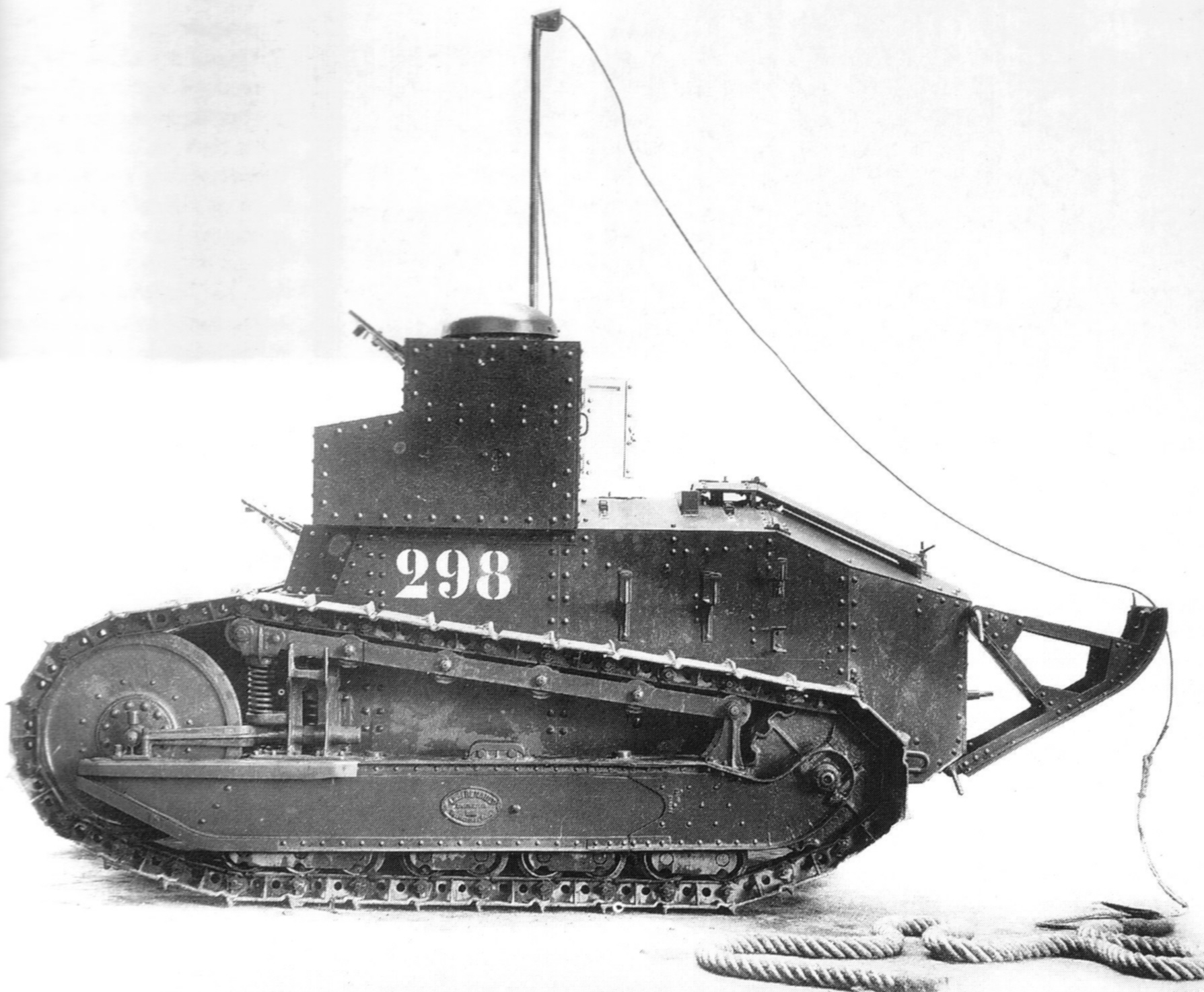
Tancul FT Signal

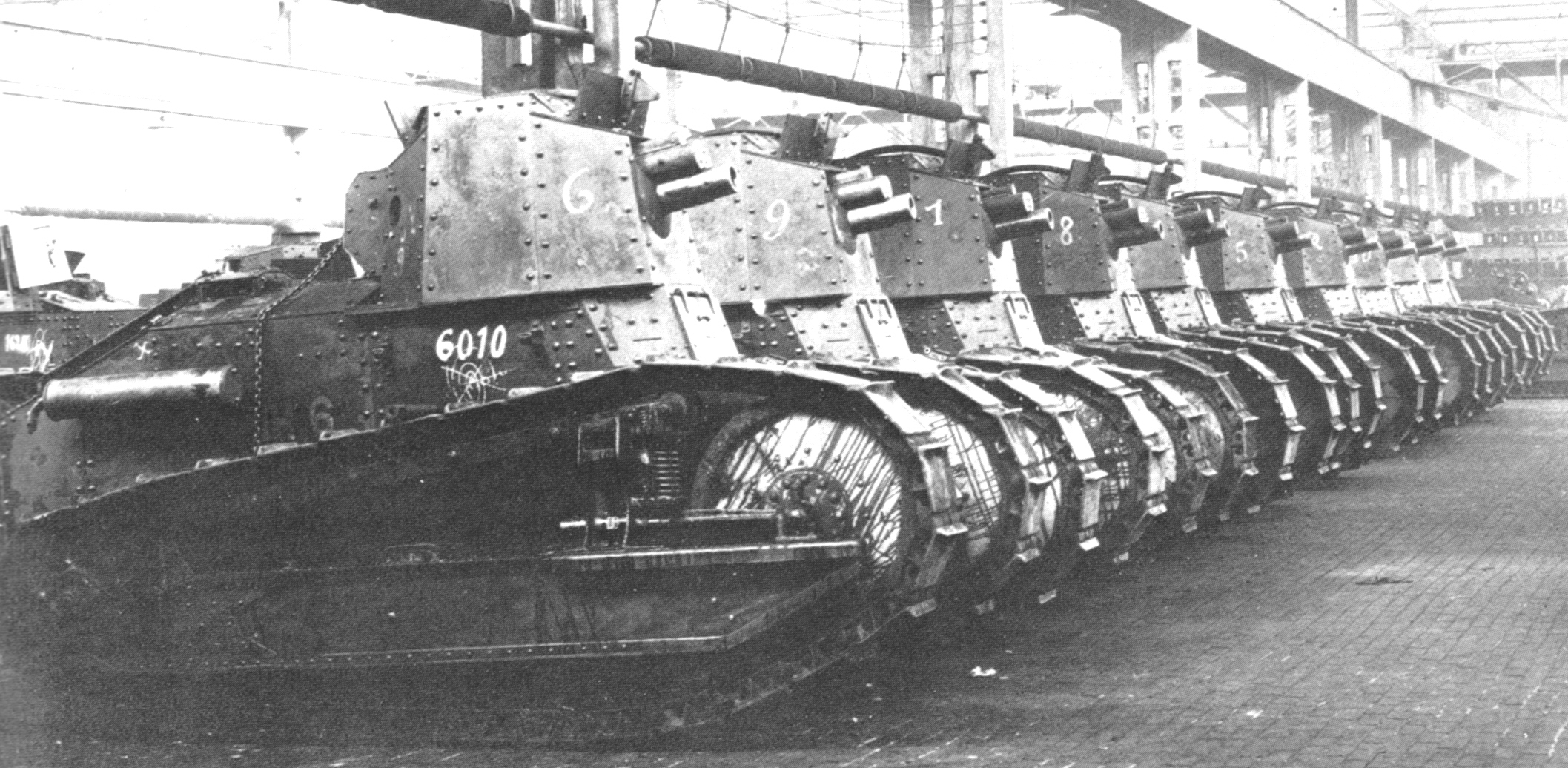
FT-17 BS75

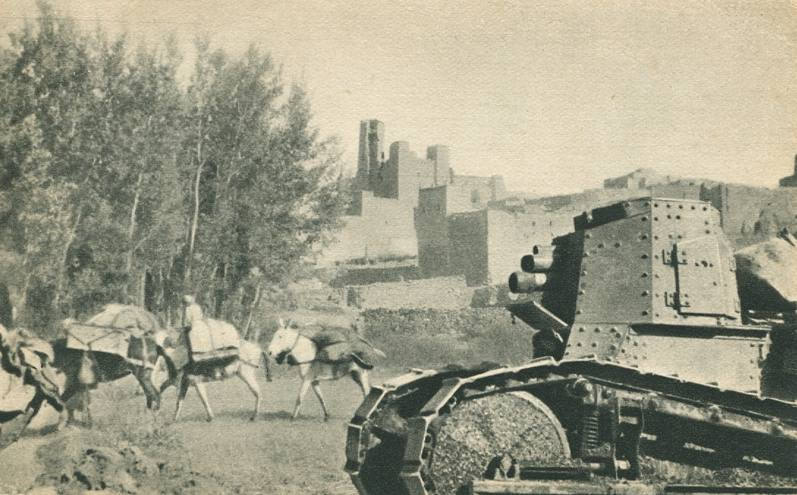
Tanc care aparținea Regimentului 337 de tancuri, trimis în Maroc din iulie 1920 până în martie 1922.

- Tancul FT cu armament de tun (denumit „mascul”) a fost înarmat cu tunul semiautomat Puteaux SA 18 de calibrul 37 mm, dotat cu o țeavă radiată. Aproximativ o treime din toate tancurile FT construite au fost din această variantă.

- Tancul FT cu mitralieră (numit „femela”) a fost înarmat cu o mitralieră Hotchkiss Mle 1914 de calibrul 7,92 mm. Această modificare a reprezentat aproximativ 3/5 din totalul tancurilor FT construite.

- Tancul FT BS a fost înarmat cu un obuzier cu țeavă scurtă Blockhouse Schneider de calibrul 75 mm și putea fi considerat de fapt un vehicul de artilerie autopropulsată. Echipajul său era format din trei persoane. Au fost produse cel puțin 39 de astfel de tancuri.

- Tancul FT Signal sau TSF era un tanc de comandă dotat cu o stație radio. Începând cu luna ianuarie a anului 1918, au fost produse 200 de exemplare.

- Versiunea FT modifié 31 a fost reechipată cu o mitralieră Reibel MAC31 de calibrul 7,5 mm, înlocuind mitraliera Hotchkiss. Între anii 1931 și începutul celui de-al Doilea Război Mondial, au fost modificate 1.580 de astfel de tancuri. Deși această versiune nu avea un nume oficial, este adesea denumită FT-31.

- M24/25 a fost o variantă de modernizare a tancului FT, realizată în perioada 1924-1925.

- NC27 (sau NC1) a fost o altă variantă de modernizare a tancului FT, apărută în 1927.

- NC28 a fost o versiune ulterioară de modernizare, apărută în 1928.

- NC2 (sau NC31) a fost o variantă de modernizare din 1931.

- NC3 (sau D1) a fost o altă variantă de modernizare.

### FT Kégresse (NC-31)
Cu toate că tancurile FT erau foarte eficiente în războiul de tranșee, ele nu erau bine adaptate la condițiile de pace. Principala problemă era viteza lor maximă redusă, care făcea ca vehiculele să fie inadecvate pentru serviciul de patrulare în colonii și necesitau utilizarea unor vehicule speciale atunci când tancurile trebuiau să fie deplasate în afara bazei lor de operare. Prin urmare, s-a decis reproiectarea unora dintre vehiculele existente, cu suspensii mai eficiente.
Primele modificări au fost aduse tancurilor de tip FT Kégresse, prin înlocuirea suspensiei cu un sistem Kégresse utilizat anterior la vehiculele semiremorcate. În această nouă variantă, șenilele erau realizate din cauciuc întărit cu elemente din oțel. În anul 1925, 42 de tancuri au fost reconstruite în acest mod și au fost folosite în 1926 în timpul revoltei berbere din Maroc. Această modificare a permis tancurilor să atingă o viteză maximă de 17 km/h, dar experiența a arătat că șenilele aveau tendința de a se desprinde la viteză maximă, ceea ce era adesea dezastruos. Prin urmare, dezvoltarea ulterioară a proiectului a fost abandonată. În final, nouă tancuri FT Kégresse au fost vândute Iugoslaviei, cinci Poloniei și unul Suediei.

### Renault FT BS
Tancul Renault FT BS era dotat cu un obuzier cu țeavă scurtă Blockhaus Schneider de calibrul 75 mm, montat într-o turelă blindată. Din cauza dimensiunii mai mari a tunului, greutatea vehiculului a crescut la 7,2 tone, iar capacitatea muniției a fost redusă la 30 de cartușe. Echipajul era format din trei persoane. Proiectul a fost bine primit de armată, care a comandat 970 de astfel de vehicule. Cu toate acestea, Primul Război Mondial s-a încheiat înainte ca producția să poată fi finalizată, astfel încât au fost construite doar 39 de mașini. Nu există informații fiabile cu privire la utilizarea acestui vehicul în anii '40, dar unele camioane au fost implicate în bătăliile din Africa de Nord. Două dintre acestea au fost capturate de Aliați (SUA, Marea Britanie, Franța combatantă) în timpul operațiunii Maroc-Algeria Torch.
- FT AC a fost o versiune a tunului mobil dezvoltat la sfârșitul Primului Război Mondial. Șasiul tancului FT-17 a fost echipat cu o placă de blindaj pe care era montat un tun Canon antichar de calibrul 47 mm, model 1937. Placa de blindaj acoperea doar partea frontală și laterală a șasiului, fără să aibă acoperiș. Tunul avea un unghi de ochire vertical între -15 și +15 grade și unul orizontal între -3 și +3 grade. Viteza era o problemă majoră pentru acest tun, care putea atinge doar 7,5 km/h în afara drumului. Această viteză ar fi fost suficientă pentru un tanc de sprijin din Primul Război Mondial, dar nu era suficientă pentru lupta modernă. Echipajul era format din trei oameni: un mecanic, un încărcător și un comandant. Proiectul era promițător în ceea ce privește tunurile mobile, dar din cauza sfârșitului războiului, acesta nu a fost dezvoltat corespunzător. Nu se cunoaște nimic despre utilizarea acestui tun mobil ca unitate de luptă.

## Utilizatori
- Afganistan
- Belgia
- Brazilia
- Republica Chineză
- Cehoslovacia
- Statul Independent al Croației
- Elveția
- Estonia
- Filipine
- Franța
- Finlanda
- Germania nazistă
- Iran
- Regatul Italiei
- Regatul Iugoslaviei
- Imperiul Japonez
- Lituania
- Manciukuo
- Olanda
- Polonia
- Regatul Unit al Marii Britanii și al Irlandei de Nord
- Regatul României
- Mișcarea Albă
- Spania
- Statele Unite ale Americii
- Suedia
- Turcia
- Uniunea Sovietică

## Utilizarea în România
Prima formațiune blindată română, Batalionul Carelor de Luptă, a fost înființată în anul 1919. Aceasta a fost echipată cu 76 de tancuri Renault FT-17, obținute ca urmare a cooperării dintre România și Franța. Dintre acestea, 48 erau dotate cu un tun Puteaux (calibru 37 mm), iar restul de 28 cu o mitralieră Hotchkiss (calibru 8 mm). Echipajul tancului Renault FT-17 era alcătuit din două persoane: mecanicul și comandantul, acesta operând armamentul din turela rotativă. Între cele două războaie mondiale, o parte din tancurile FT-17 au fost recondiționate la Atelierele Leonida și Arsenalul Armatei din București. Odată cu declanșarea războiului împotriva URSS, deja învechitele tancuri FT-17, redenumite între timp FT, au format Batalionul Carelor de Luptă FT, o unitate independentă însărcinată cu misiuni de pază și instrucție. În timpul conflagrației au fost utilizate pentru protecția orașelor și centrelor industriale importante din România (București, Ploiești, Sibiu, Reșița). Prin urmare, au avut o contribuție decisivă la eliminarea rezistenței germane din aceste locații după lovitura de stat de la 23 august 1944. În luna februarie 1945 armata sovietică a confiscat toate exemplarele din dotarea armatei române.

## Exploatarea și utilizarea în lupte
În 1919, armata poloneză a generalului Józef Haller a format un regiment de tancuri în Franța, echipat cu 120 de tancuri FT, ceea ce a făcut din regimentul polonez al patrulea cel mai mare din lume în raport cu forțele blindate disponibile la acea vreme. Regimentul s-a întors în Polonia în iunie 1919, împreună cu armata generalului Haller, și a participat la războiul sovieto-polonez.
În același an, șase tancuri FT au fost capturate de Armata Roșie lângă Odessa în timpul intervenției aliaților în Războiul Civil Rus. Unul dintre aceste tancuri a fost trimis la Moscova și, la ordinul lui Lenin, a fost copiat cu grijă la fabrica Krasnoye Sormovo, cu un motor AMO și blindaj de la fabrica Izhora, sub numele de „Tovarășul Lenin Luptător pentru libertate”. Acest tanc a fost denumit uneori primul tanc sovietic „M”. Cu toate acestea, unele piese au fost pierdute pe drum, astfel încât unele componente, cum ar fi cutia de viteze, au trebuit să fie reproiectate.
În cele din urmă, s-a reușit producerea a doar 15 exemplare ale tancului „Tovarășul Lenin”, dar acestea au fost considerate „nesatisfăcătoare din punct de vedere calitativ, incomode la manevrarea armelor și parțial complet dezarmate”, potrivit unei comisii.
Primele tancuri au ajuns în Japonia la scurt timp după încheierea Primului Război Mondial. Primul tanc japonez a fost un Mk.IV britanic, care a sosit în octombrie 1918, urmat în 1919 de aproximativ 6 Whippets Mk.A și 13 FT franceze, denumite „Ko Gata Sensha” în Japonia.
Începând din 1920, Franța avea 9 regimente de tancuri, fiecare cu trei batalioane.
Tancurile FT au fost folosite în mod activ de Spania în Maroc în timpul Războiului hispano-francez-marocan din 1921-1926. Câteva zeci de tancuri FT au fost achiziționate în Franța, iar primul lot de tancuri a sosit în vara anului 1922. Zece dintre acestea au rămas în serviciu până la momentul revoltei lui Franco din iunie 1936. Alte 64 au fost cumpărate în Polonia „pentru Uruguay"”și livrate la Bilbao între 8 noiembrie 1936 și 31 martie 1937, cu trei nave.
Chiar și la sfârșitul anilor 1930, tancul FT a rămas un vehicul blindat capabil de luptă. La 15 august 1939, 1.445 de tancuri Panzer I Ausf.A și Ausf.B erau în serviciu în Germania, reprezentând 46,4% din totalul vehiculelor blindate din dotarea Panzerwaffe. Prin urmare, chiar și FT, care era considerat învechit la acea vreme din cauza armamentului său de tun, putea avea un avantaj în luptă și era destul de potrivit, atunci când era folosit cu competență ca vânător de tancuri.
La începutul celui de-al Doilea Război Mondial, tancul FT era în serviciul mai multor națiuni, inclusiv Franța și Polonia. Până în 1939, armata poloneză avea 102 tancuri de acest tip. Douăsprezece dintre aceste tancuri au fost folosite de polonezi pentru a apăra fortăreața Brest în septembrie 1939 și au reușit chiar să respingă primul asalt al germanilor, deși și-au pierdut toate tancurile.
Treișpe tancuri FT au fost în serviciul Finlandei și au participat la ultimele etape ale Războiului de iarnă, însă mai mult ca puncte de tragere staționare.
După capitularea Franței în vara anului 1940, tancurile franceze au fost puse la dispoziția comandamentului militar german. Tancurile franceze capturate au fost folosite de Wehrmacht ca vehicule de antrenament, pentru patrule din spate, pentru operațiuni de contragherilă și pentru protecția aerodromurilor. O mică parte din tancuri au rămas în coloniile franceze, care erau subordonate regimului pro-german de la Vichy. În special, în Maroc existau FT franceze din Batalioanele 62 și 66 de tancuri. În Algeria, în Batalionul 64 de tancuri. În Madagascar existau 6 tancuri de acest tip, dar starea lor tehnică le permitea să fie folosite doar ca puncte de foc fixe.
La începutul lunii aprilie 1941, înainte de începerea invaziei germane în Grecia, în serviciul armatei grecești erau 11 tancuri FT.
Tancurile FT au fost folosite în timpul revoltei de la Paris împotriva ocupanților germani din august 1944 și în confruntarea dintre forțele chineze și japoneze de la fortăreața Hanoi din august 1945.

## Imagini

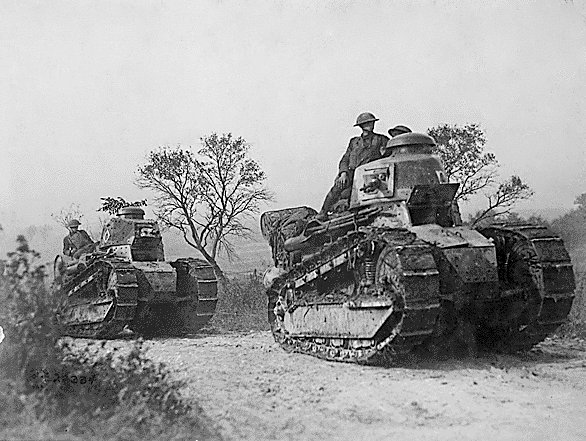
26 septembrie 1918: tancul FT-17 folosit de trupele americane.
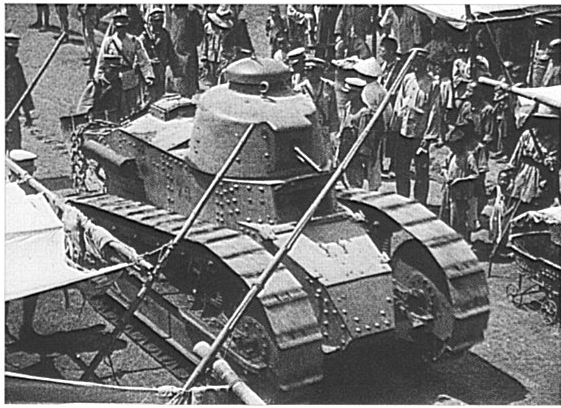
Tanc chinez în Manciuria, 1927.
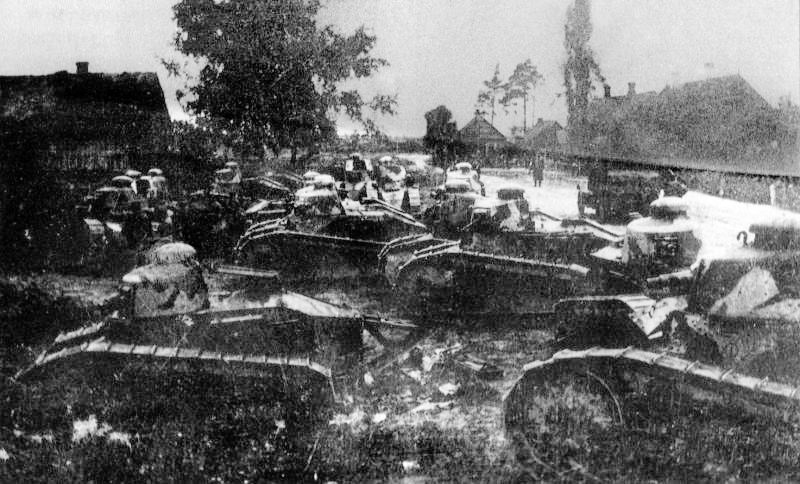
Tancuri poloneze în Bătălia de la Dyneburg.
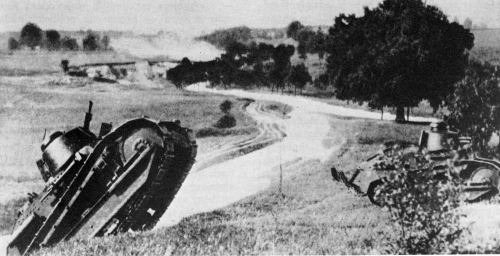
Tancuri Renault FT-17 cehoslovace în 1928.
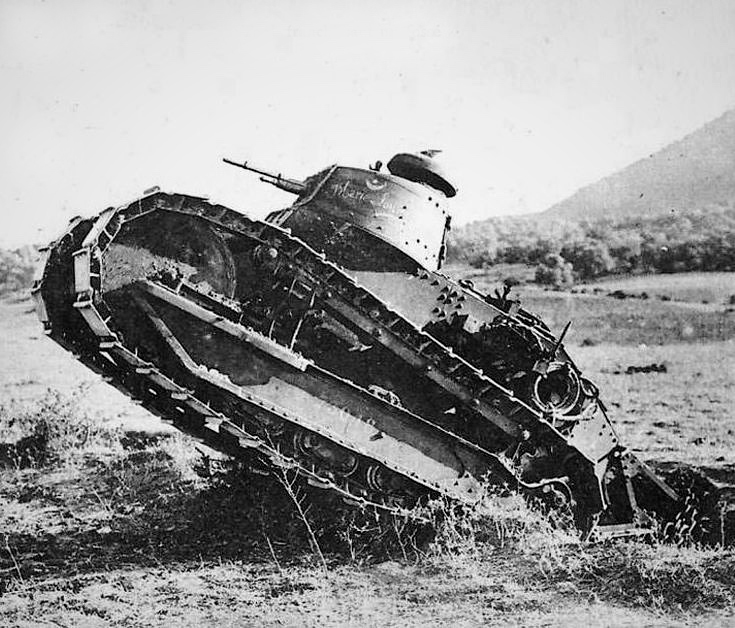
Tanc Renault FT-17 spaniol.
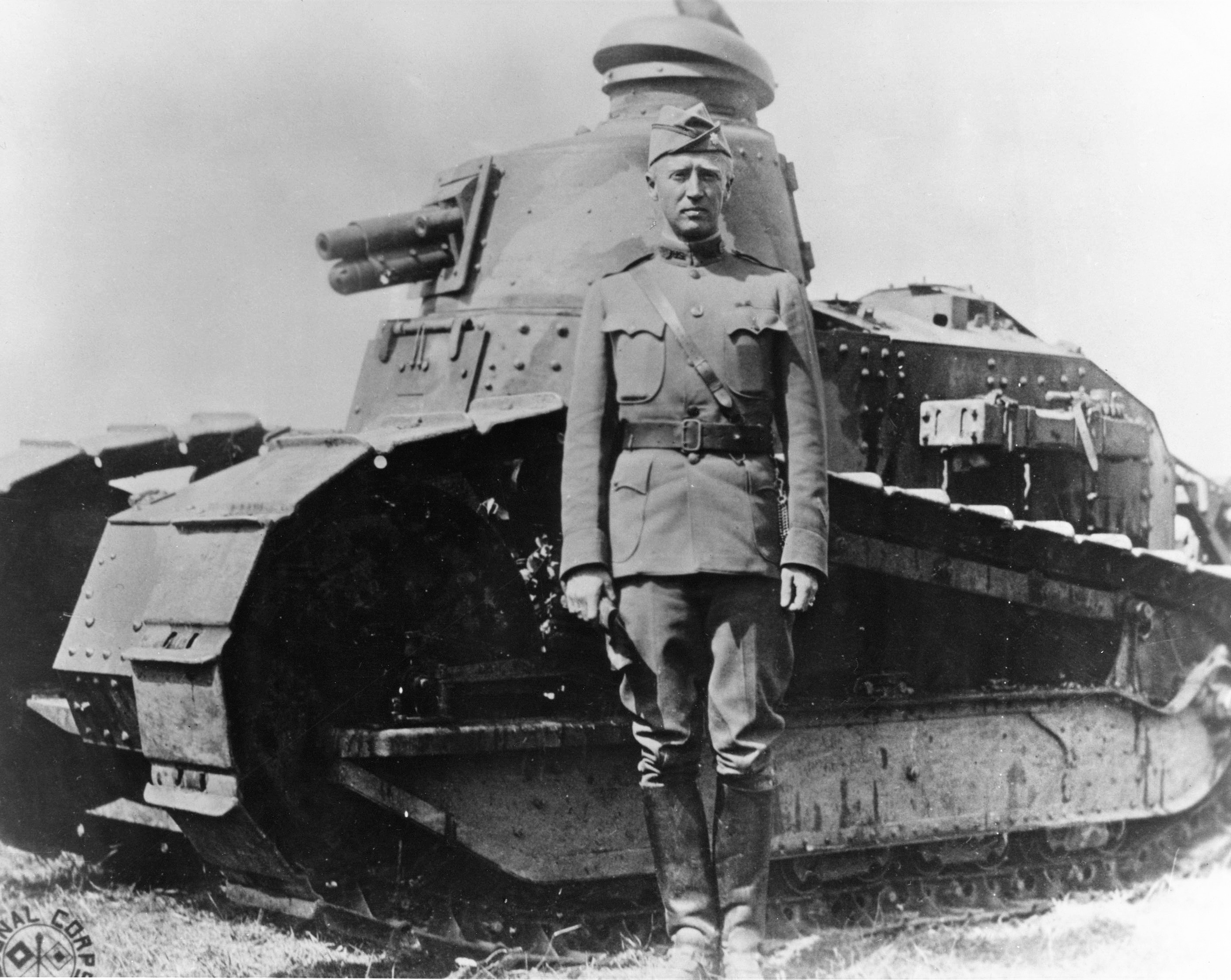
George S. Patton alături de un tanc Renault FT-17.
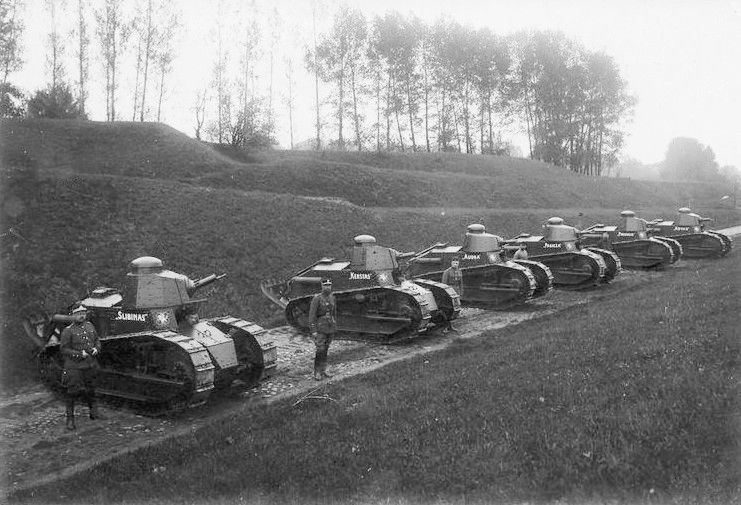
Tancuri Renault FT-17 lituaniene.
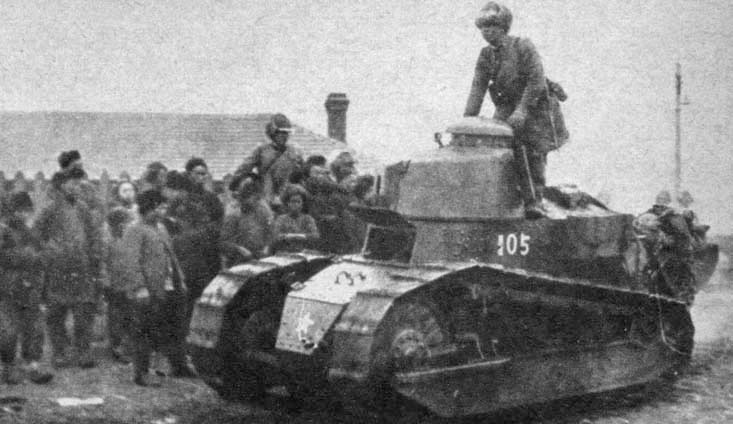
Tancuri japoneze în China în Al Doilea Război Mondial.
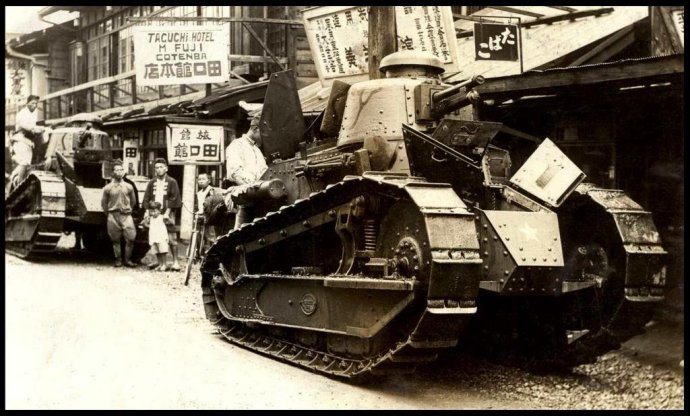
Tancuri japoneze în China în Al Doilea Război Mondial.
Tancuri Renault FT-17 chineze.
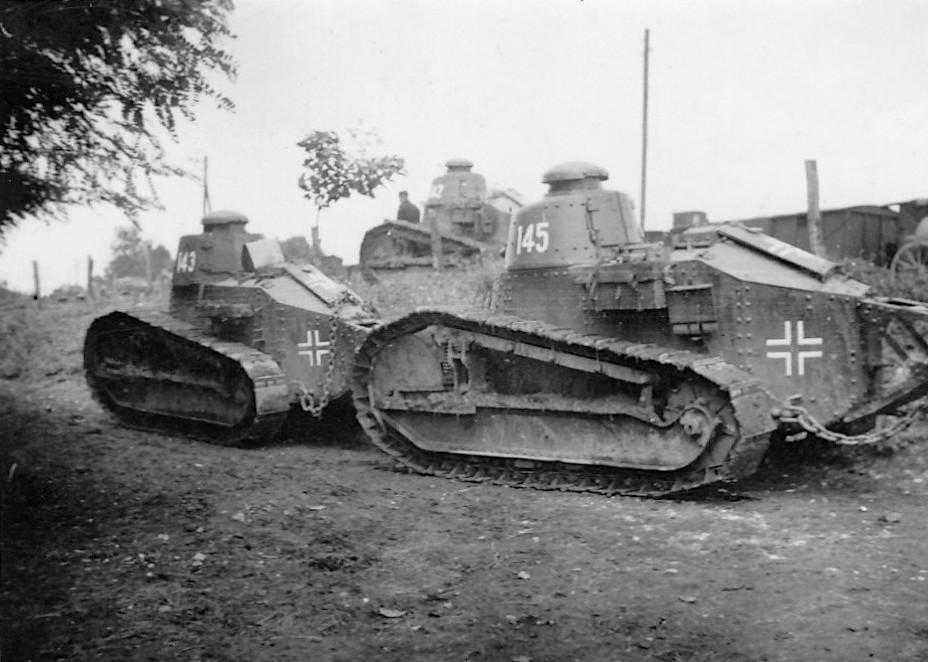
Tancuri Renault FT-17 iugoslave capturate de germani în Al Doilea Război Mondial.
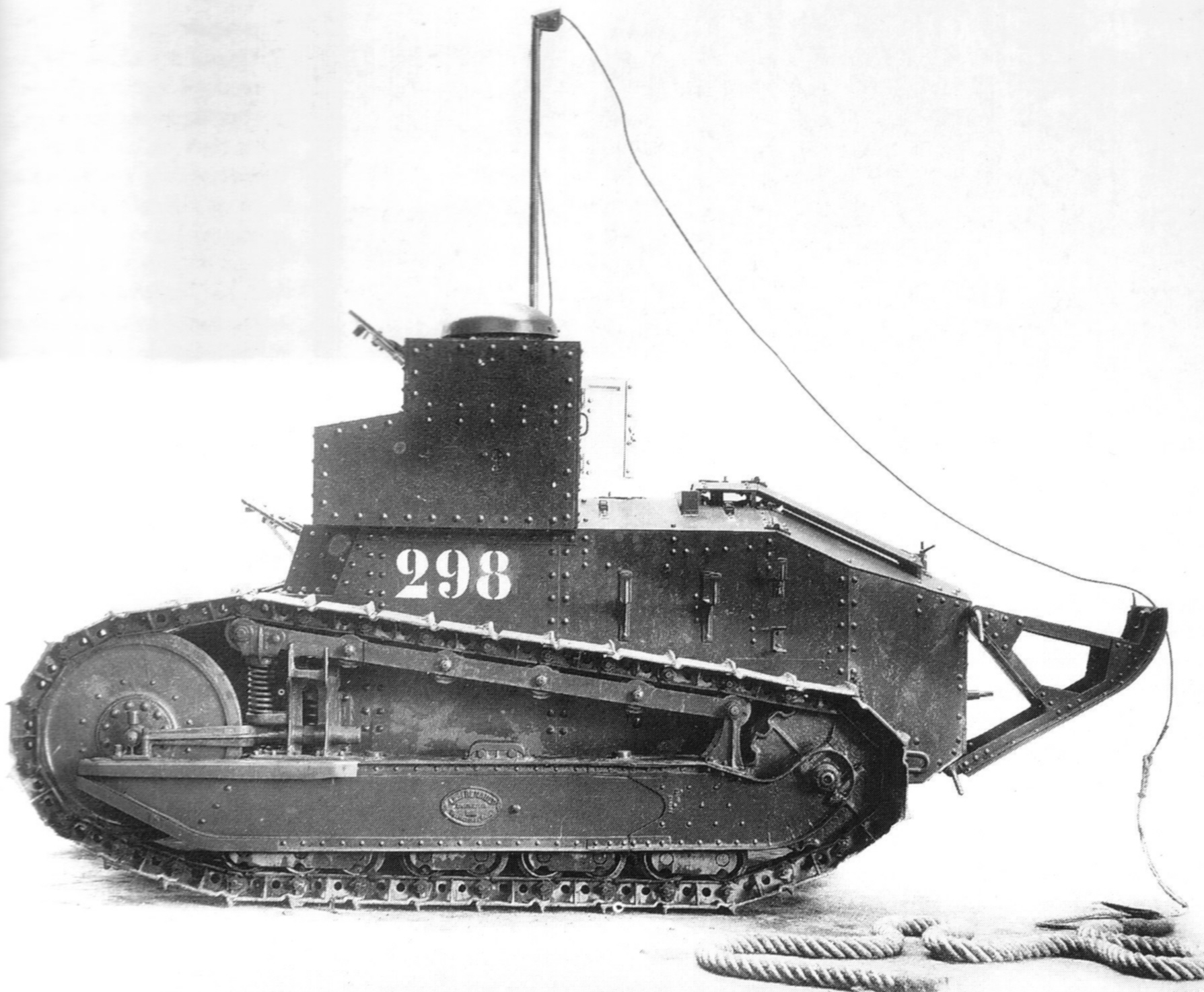
Tanc Renault FT-17 TSF.
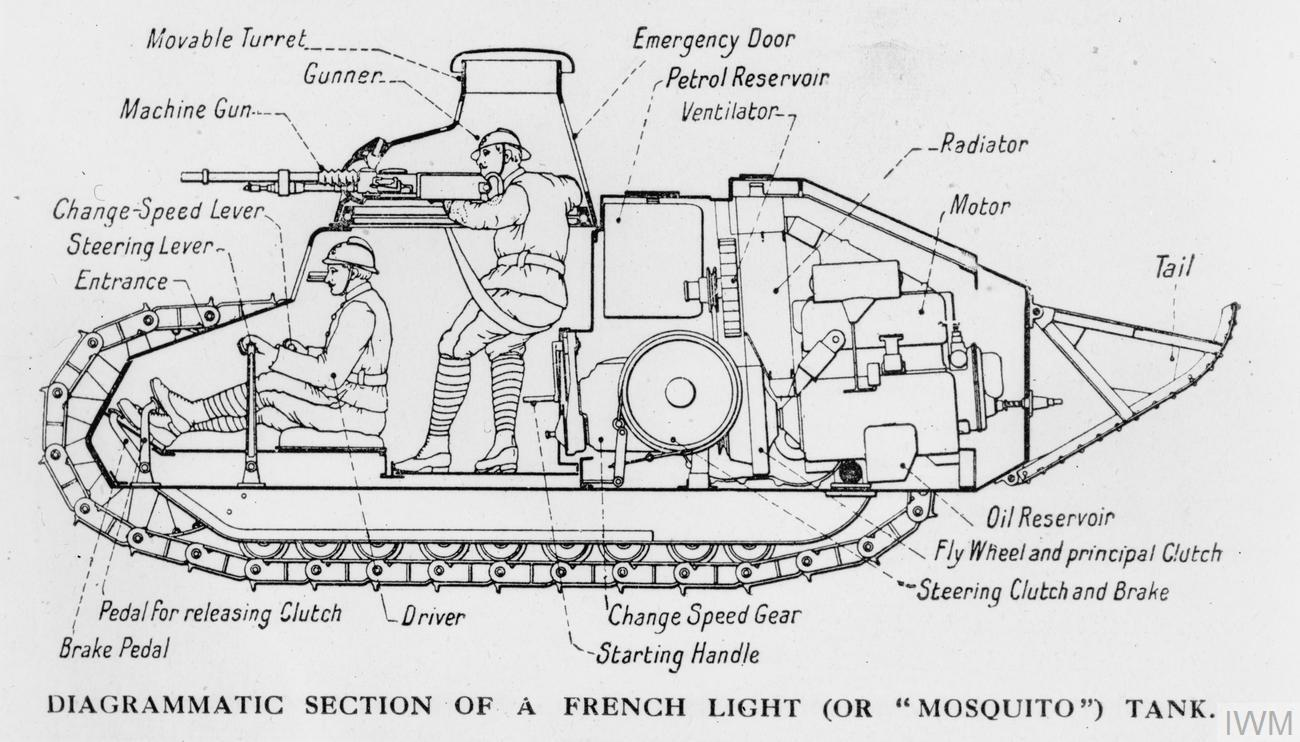
Sciță.
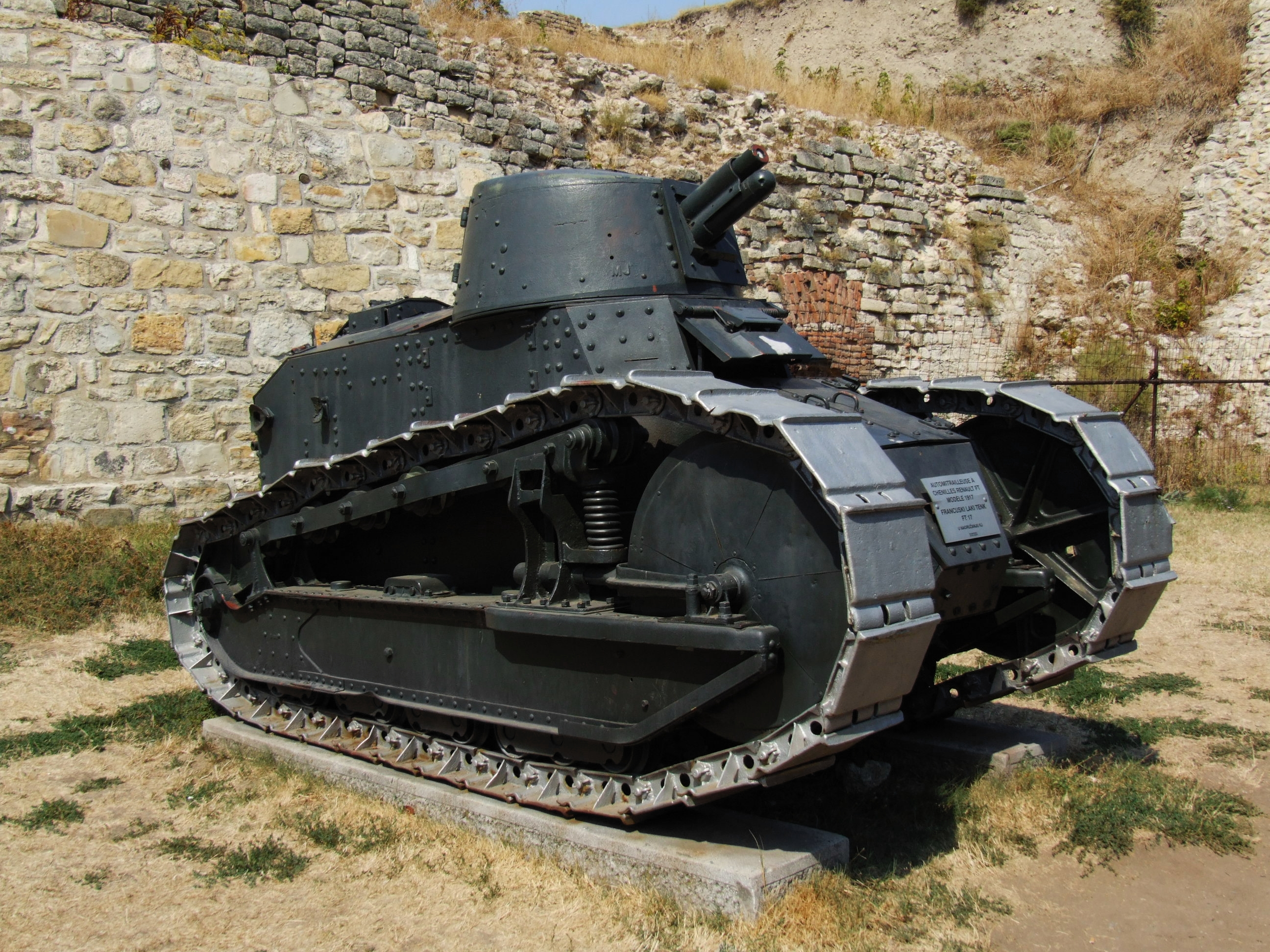
Renault FT-17 expus la Muzeul Militar din Belgrad, Serbia.
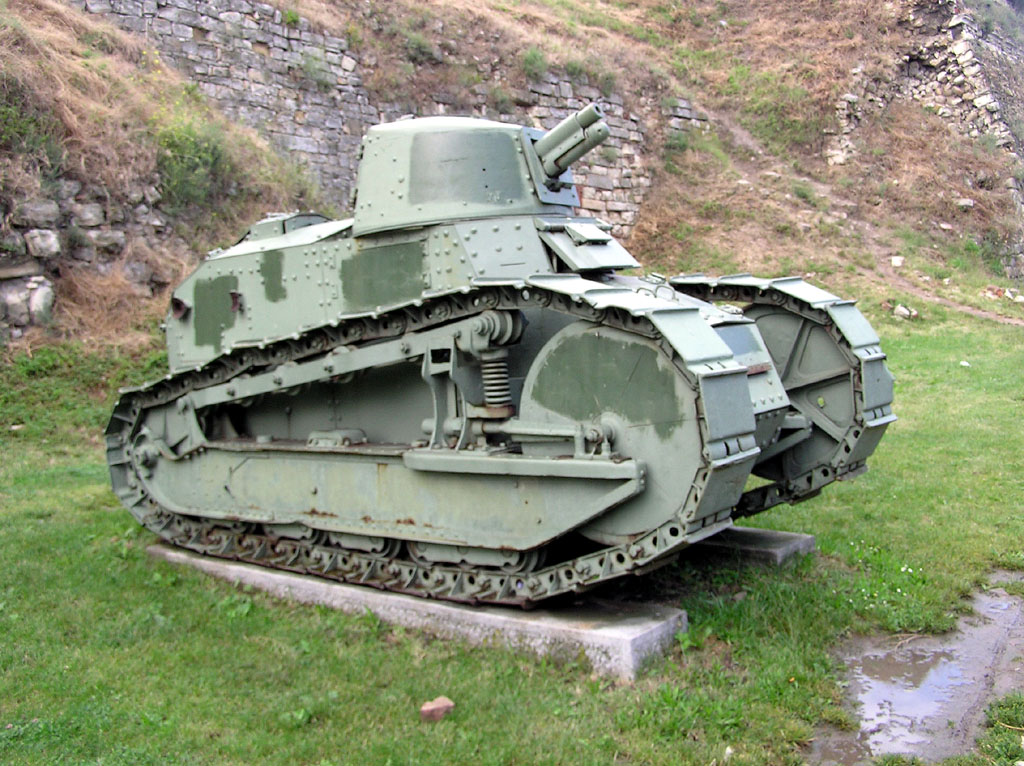
Renault FT-17 a fost primul tanc cu o turelă care se putea roti 360°.
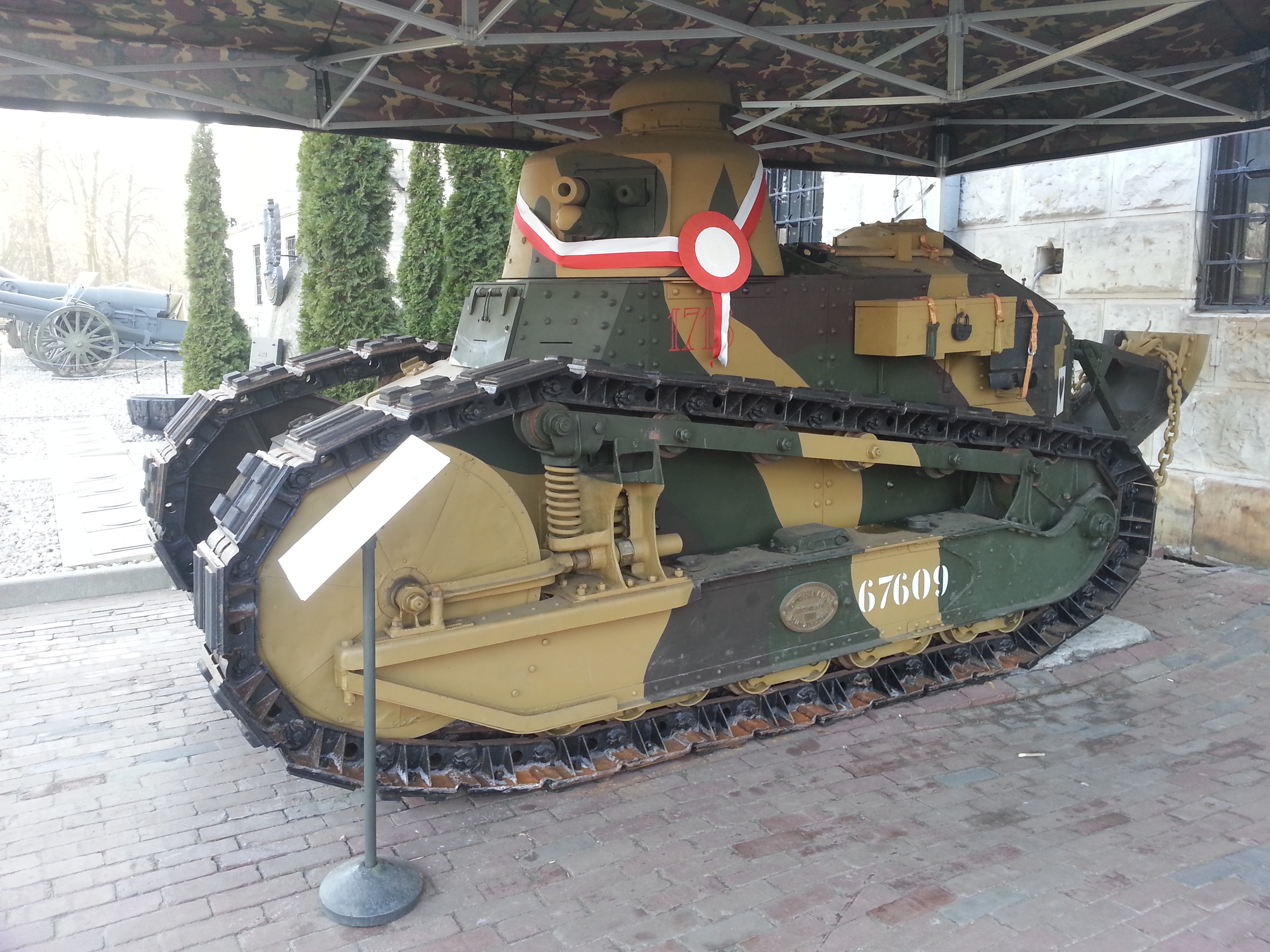
Renault FT-17 în Muzeul Armatei din Polonia.
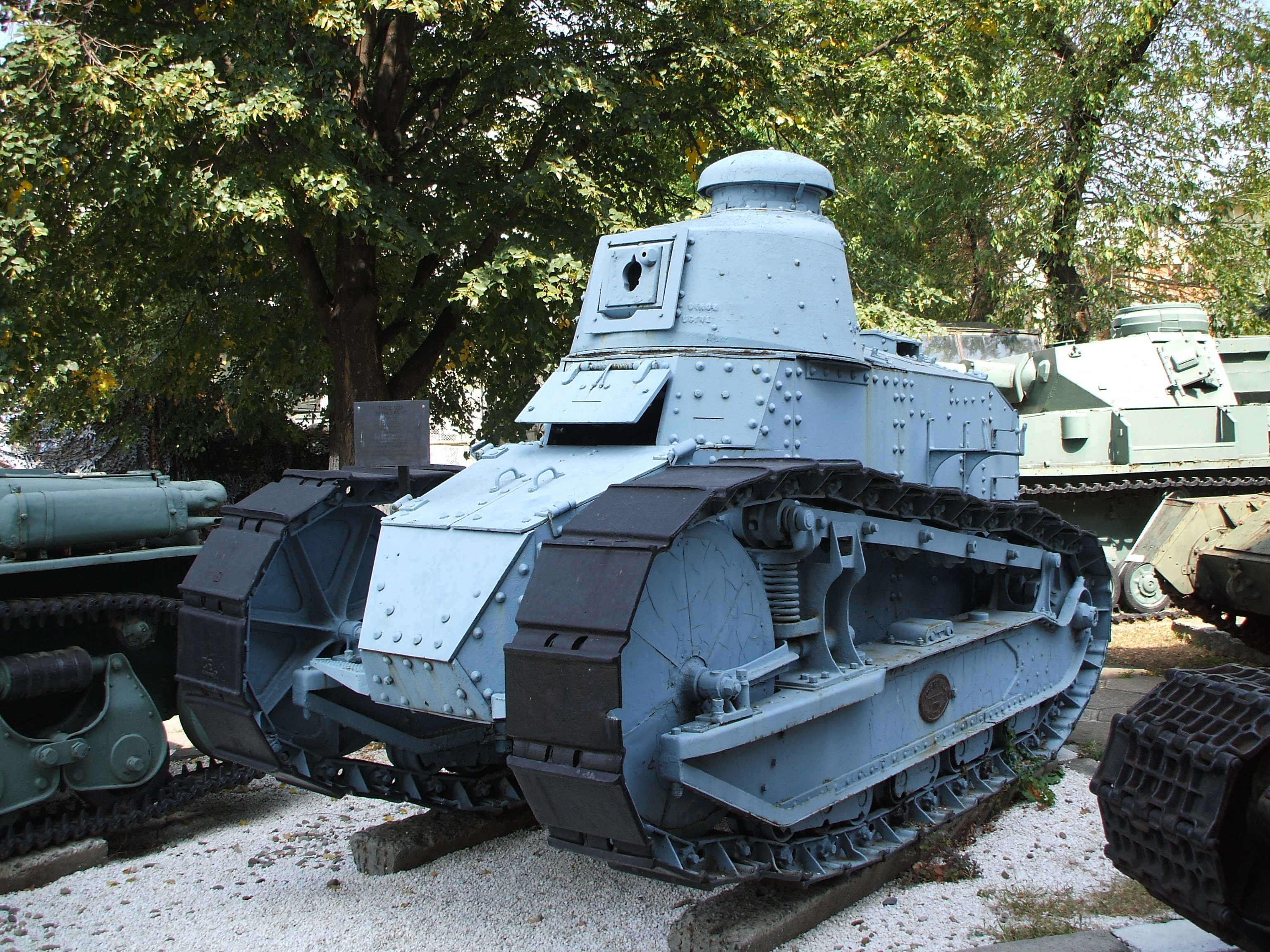
Renault FT-17 expus la Muzeul Militar Național din București, România.
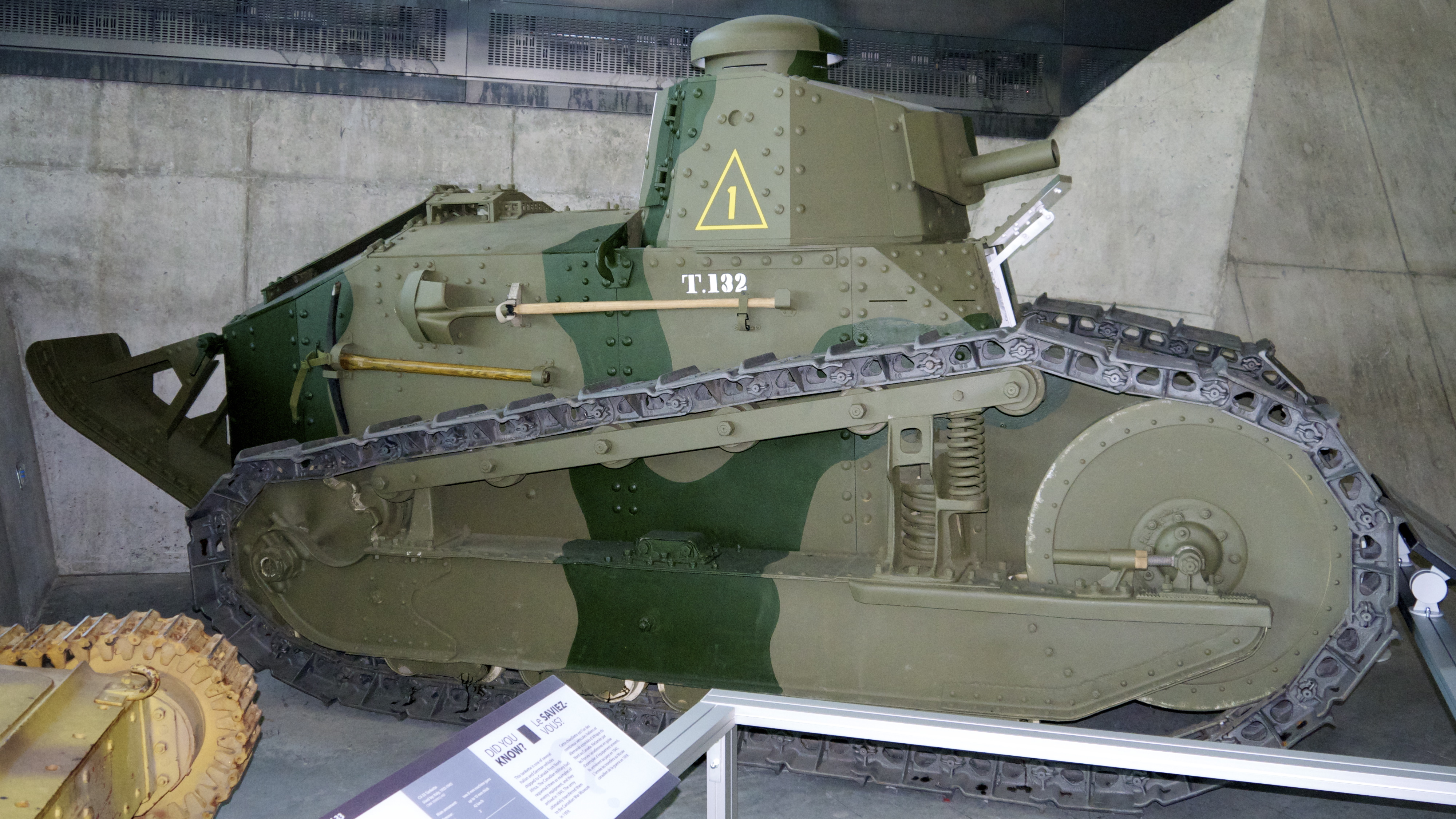
Tanc ușor M1917 expus în Muzeul Războiului din Canada.
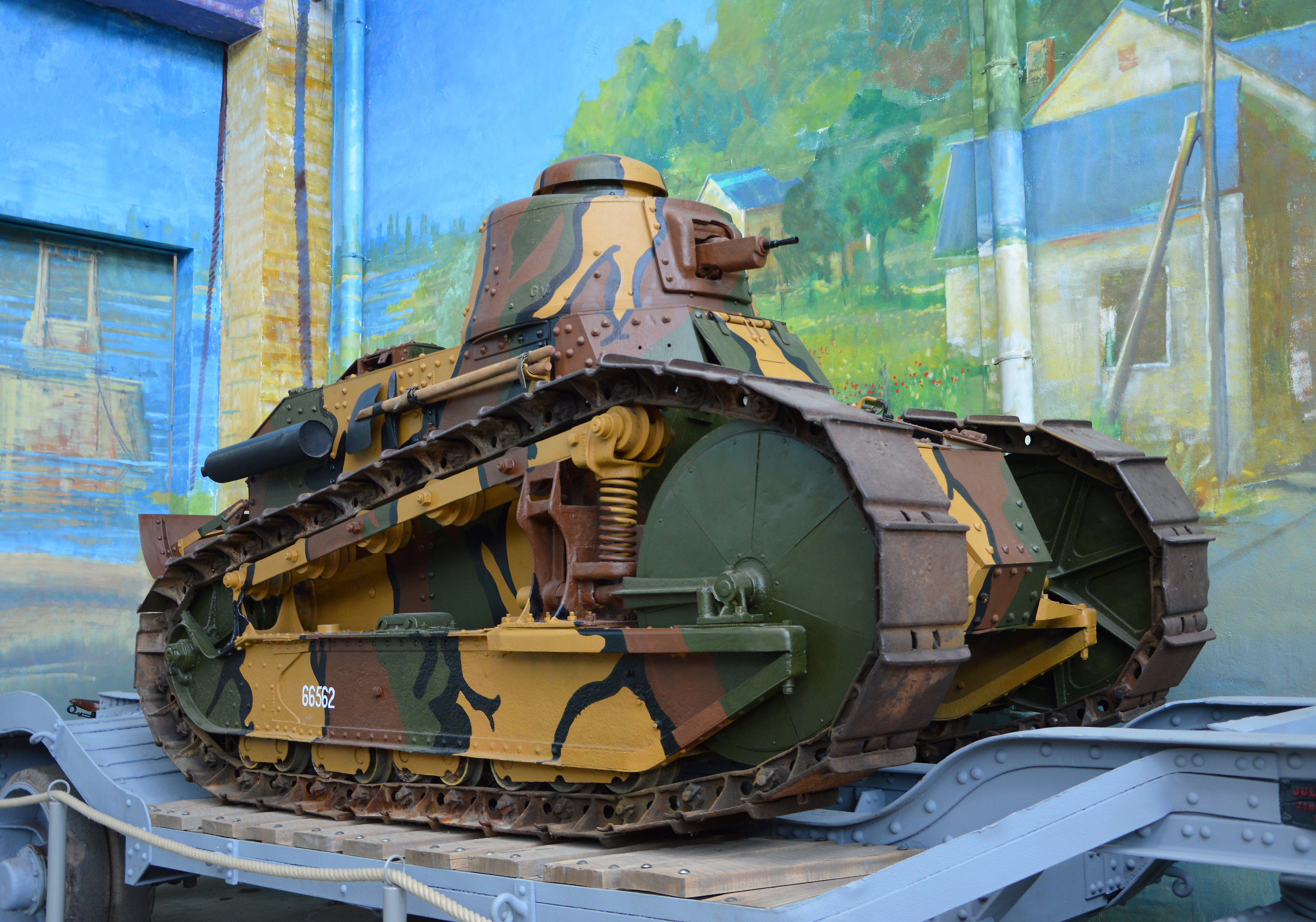
Tanc Renault FT-17 în Musée des Blindés, Franța.
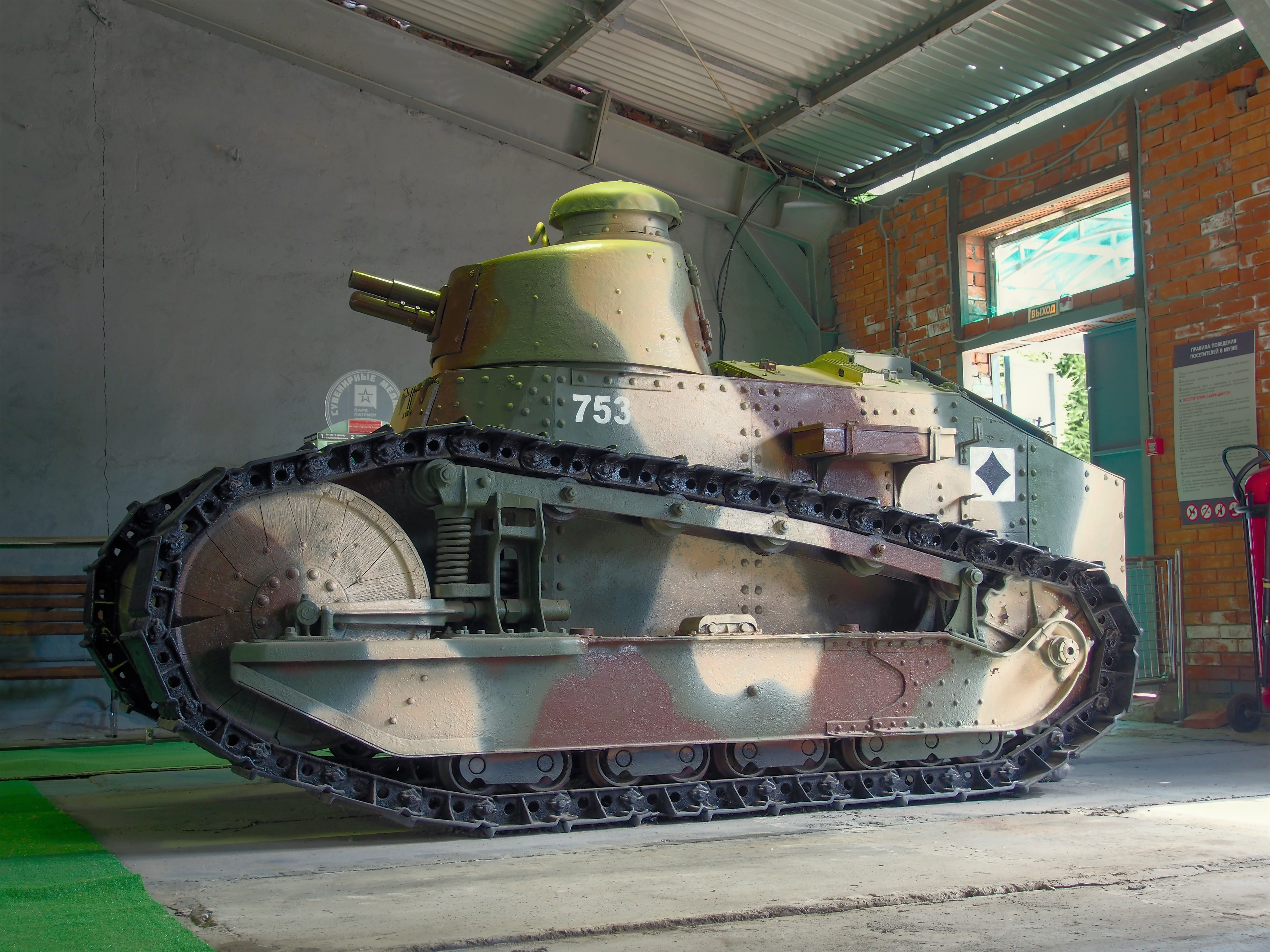
Tanc Renault FT-17 polonez.
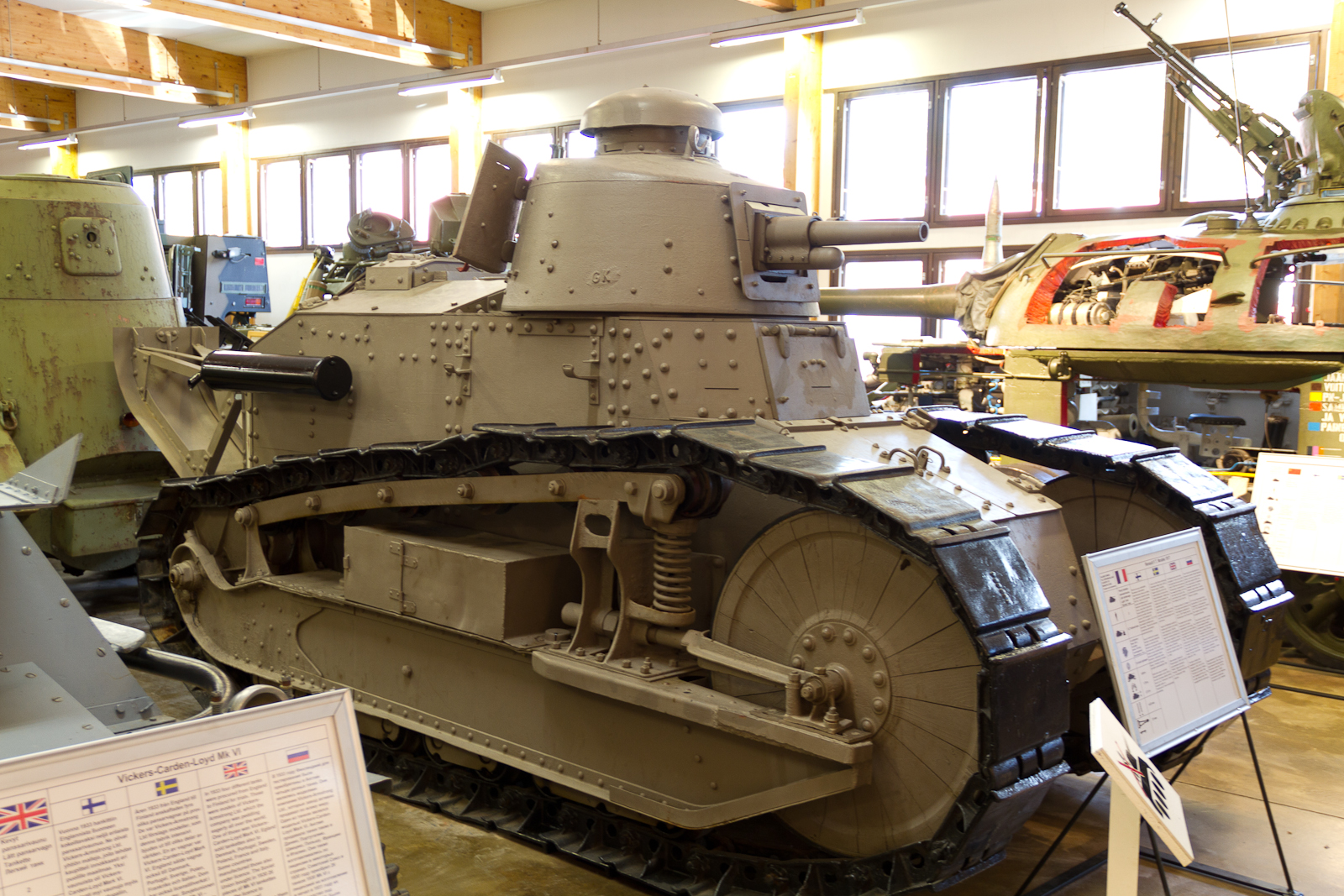
Tanc Renault FT 17 finlandez.
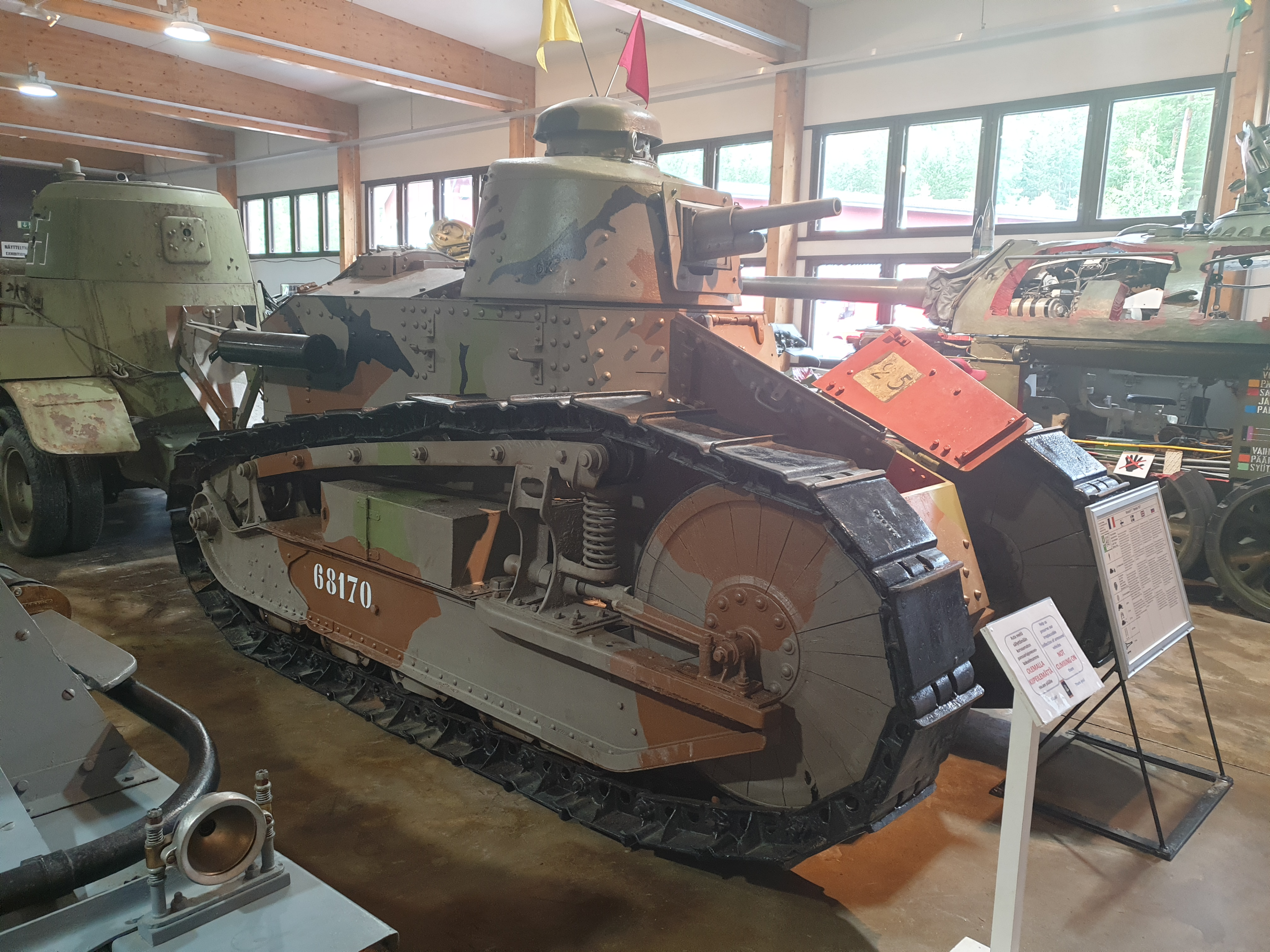
Tanc Renault FT 17 finlandez.
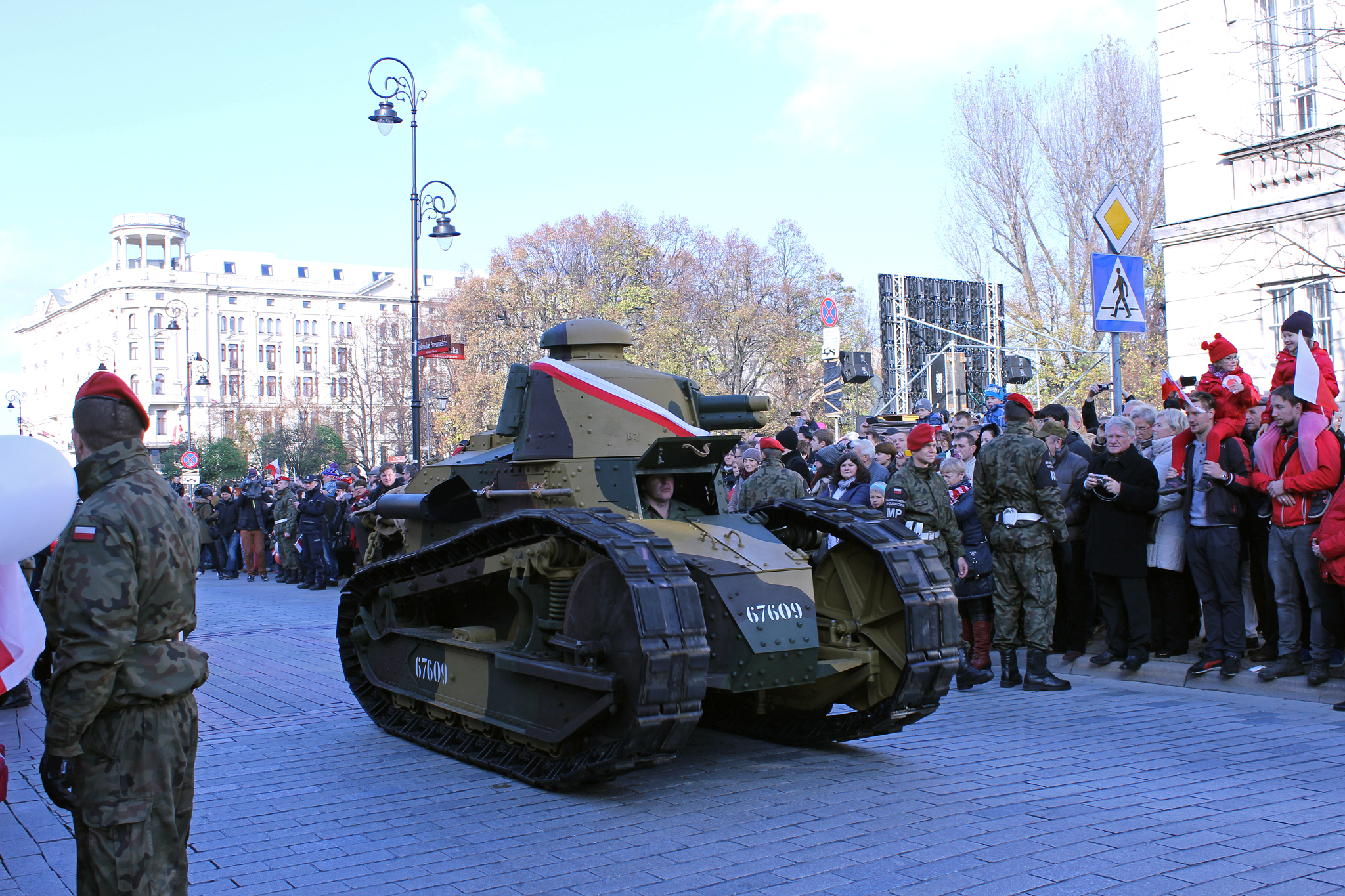
Tanc Renault FT-17 polonez la o paradă.
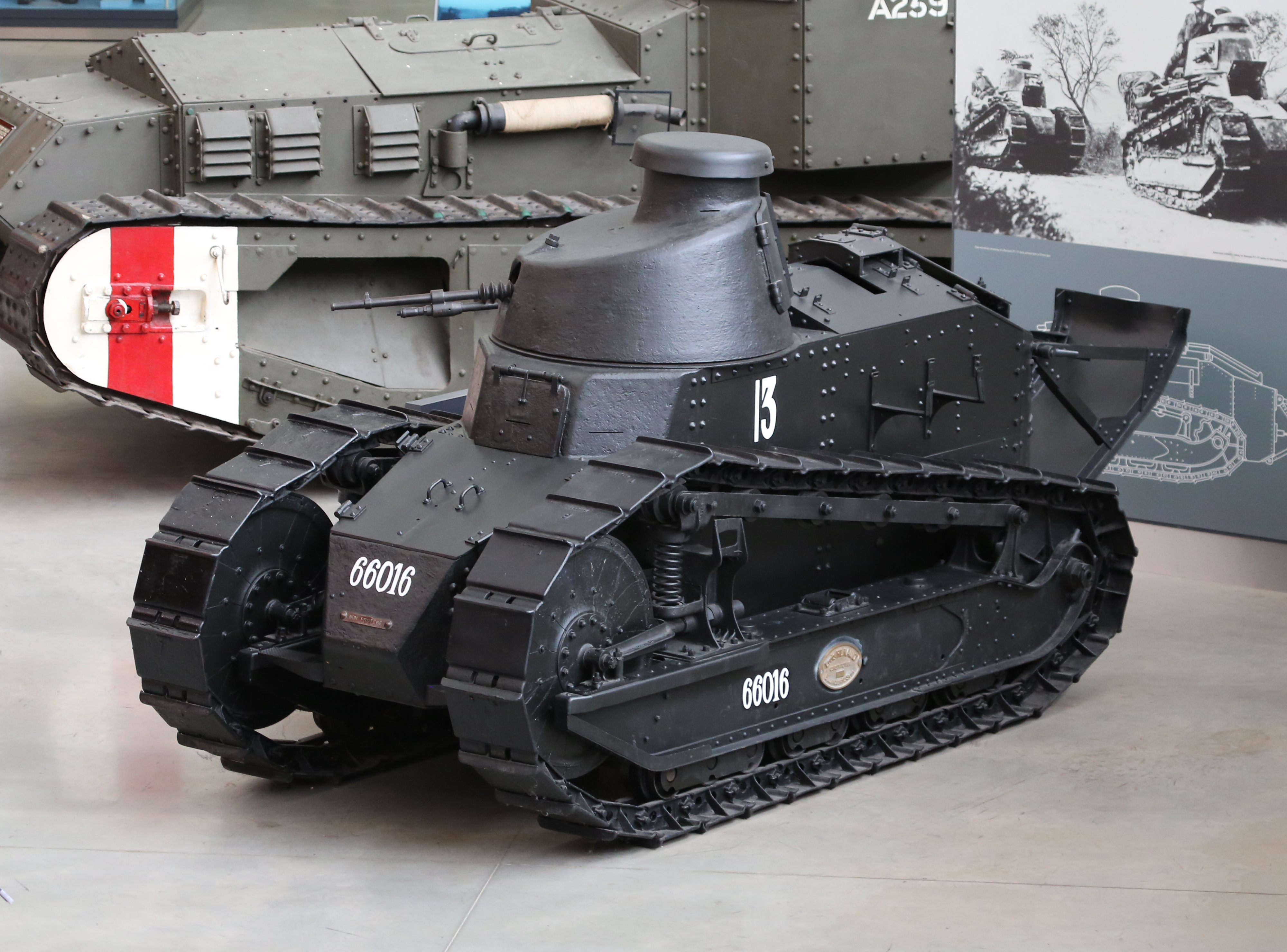
Tanc Renault FT-17.
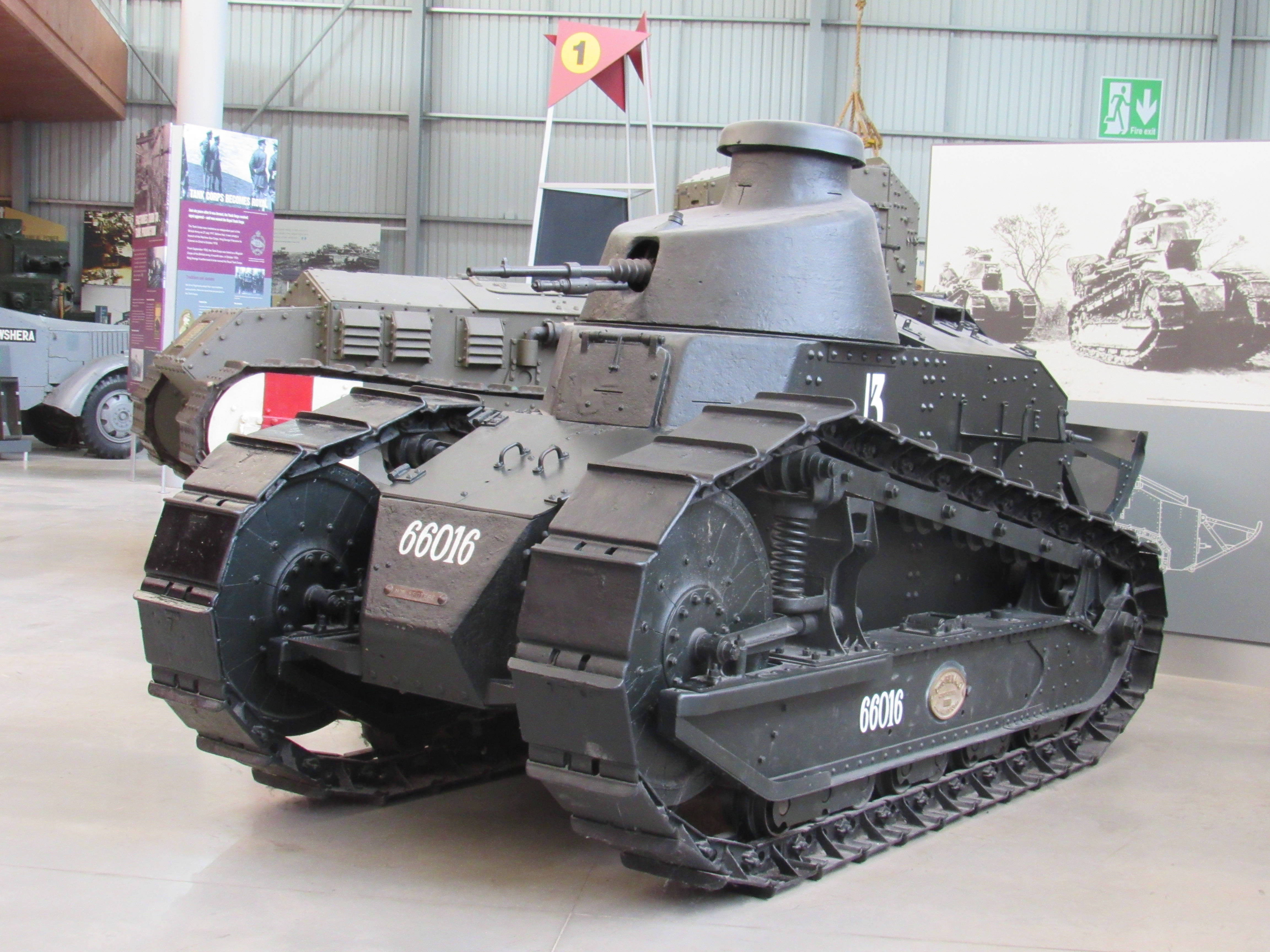
Tanc Renault FT-17.
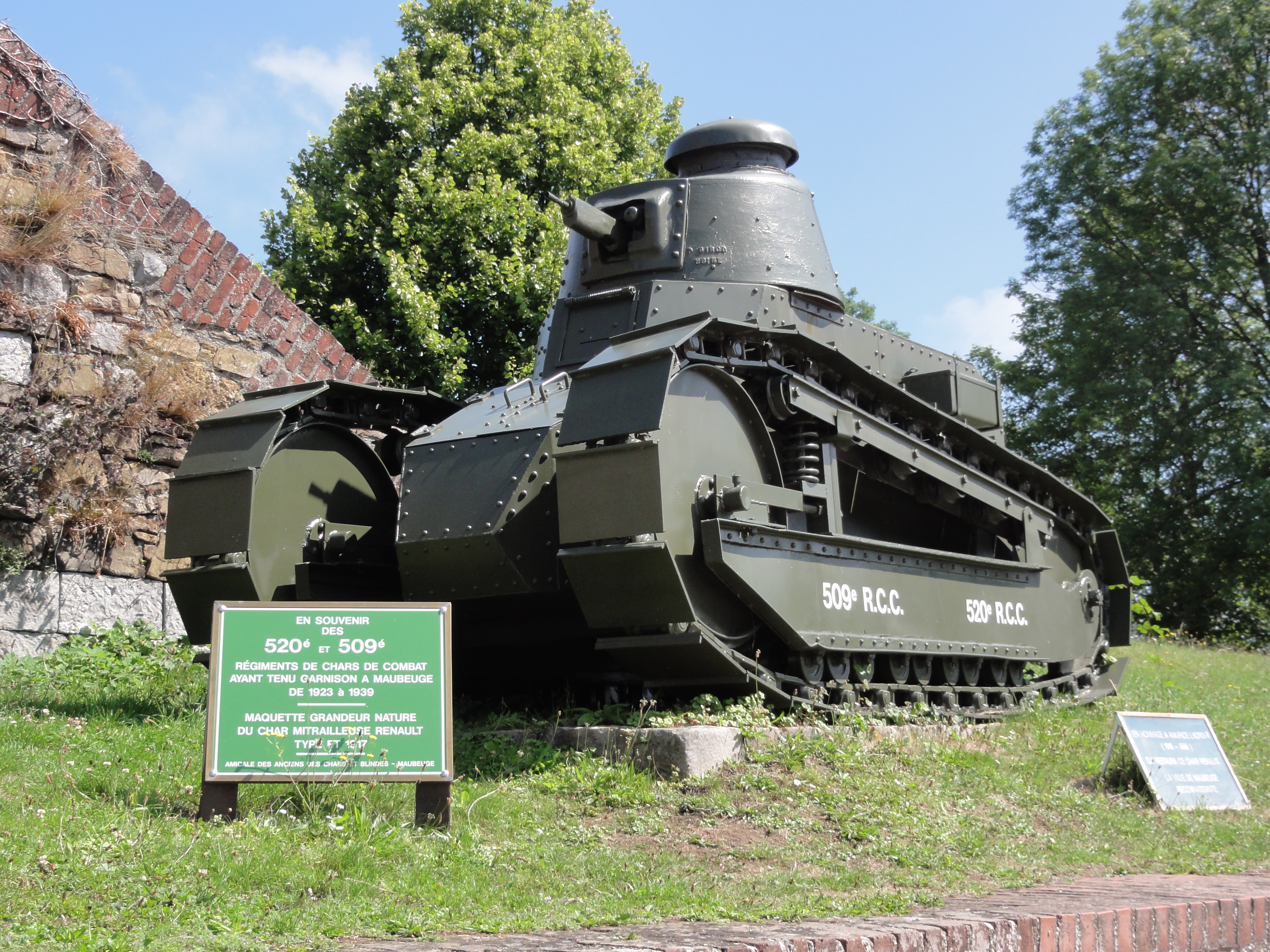
Tanc Renault FT-17.
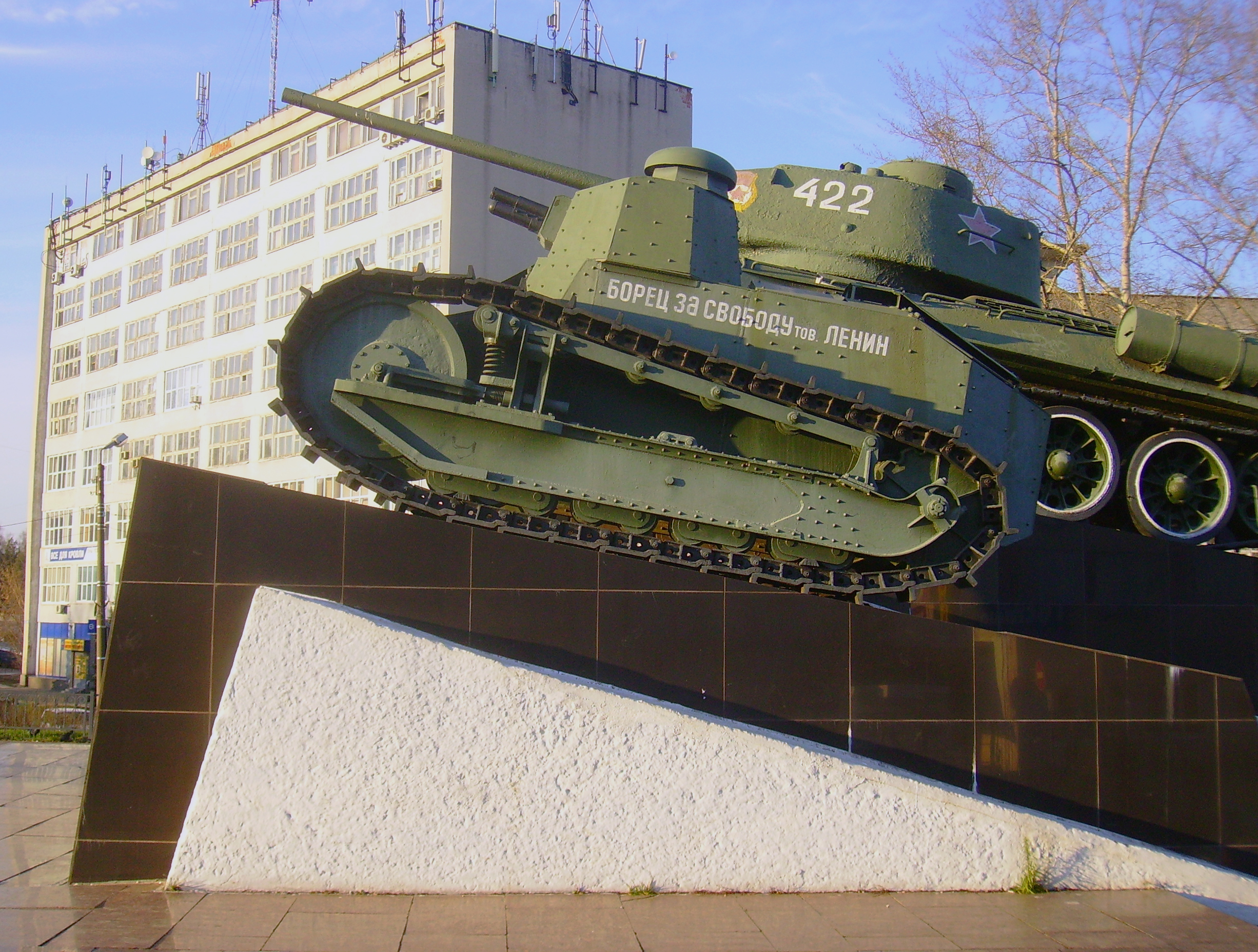
Tanc Russkiy Reno în Nijni Novgorod.
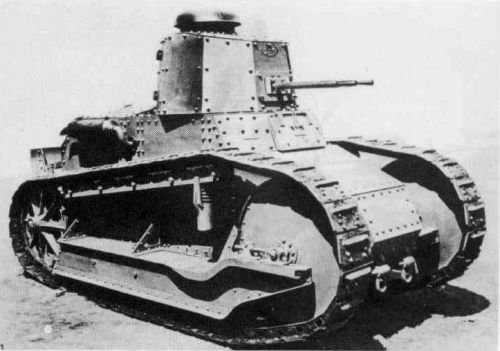
Tanc Fiat 3000 italian.
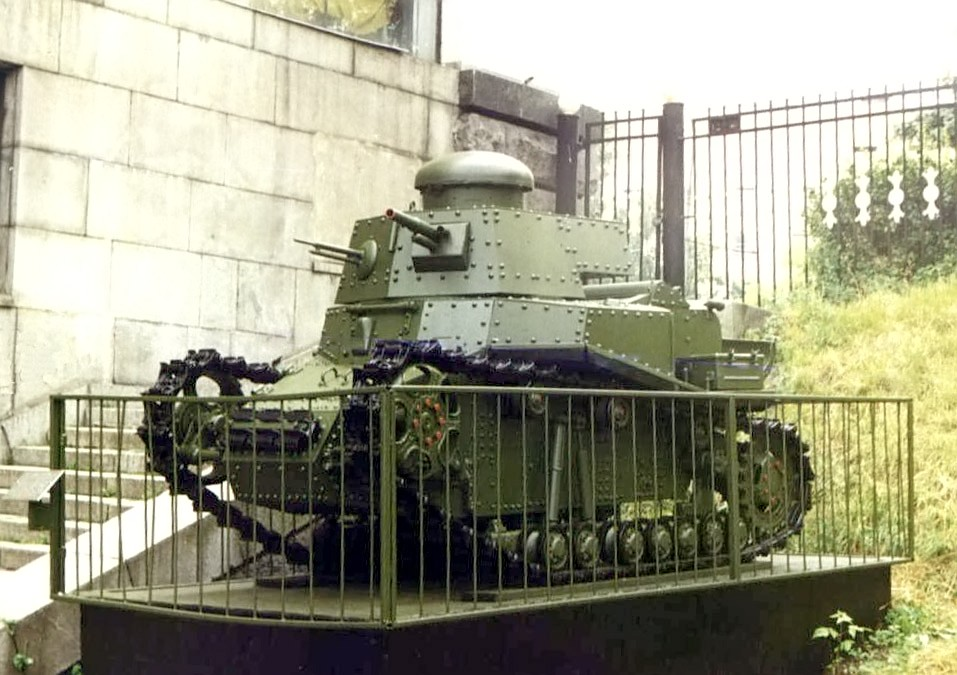
Versiunea T-18 sovietică.
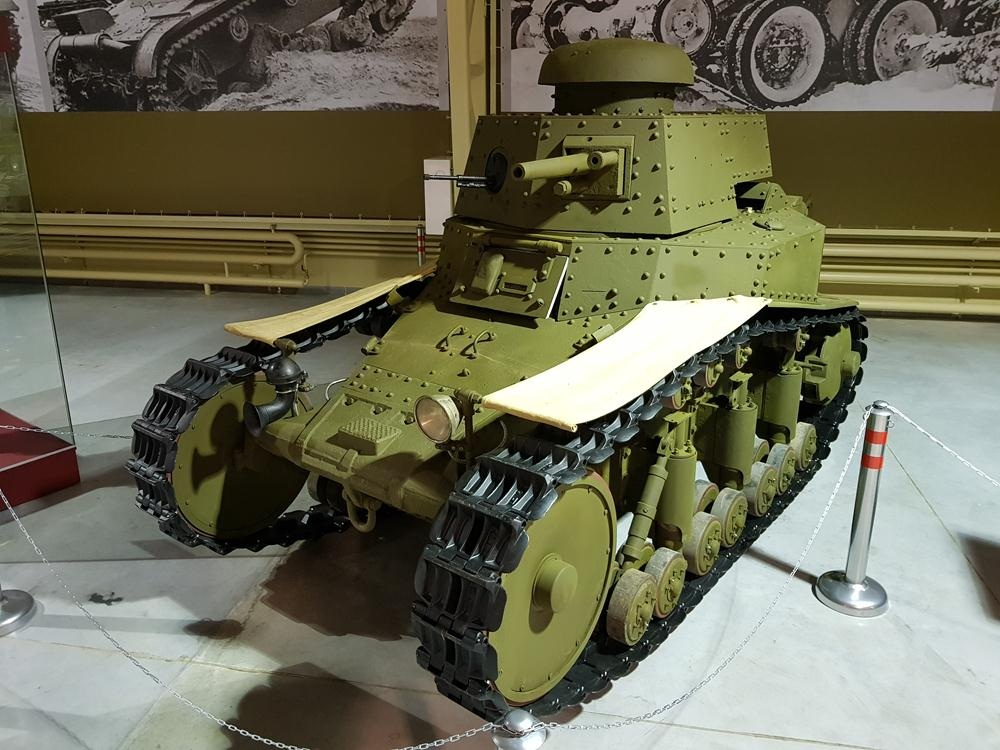
Versiunea T-18 sovietică.
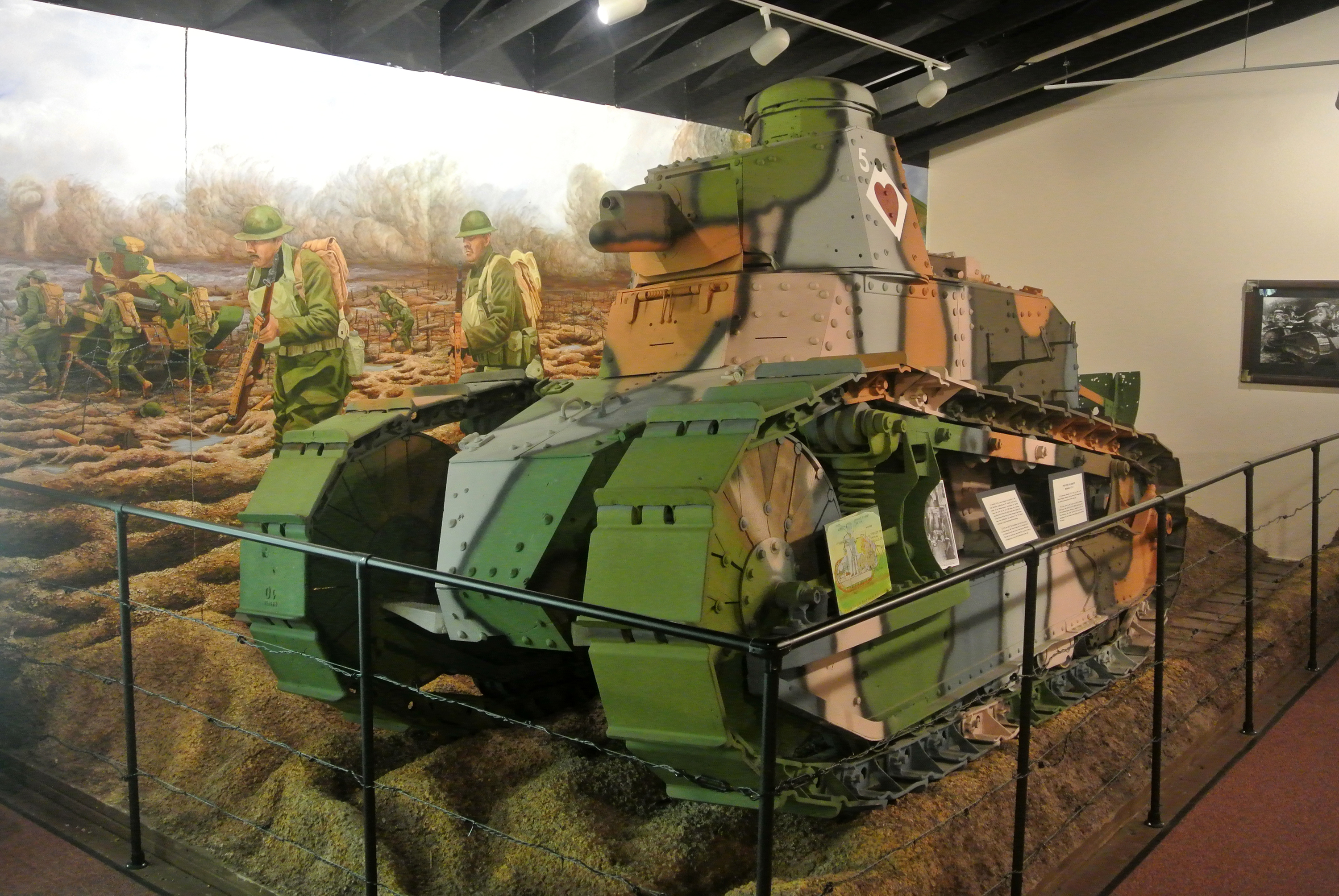
Tanc Renault FT-17.
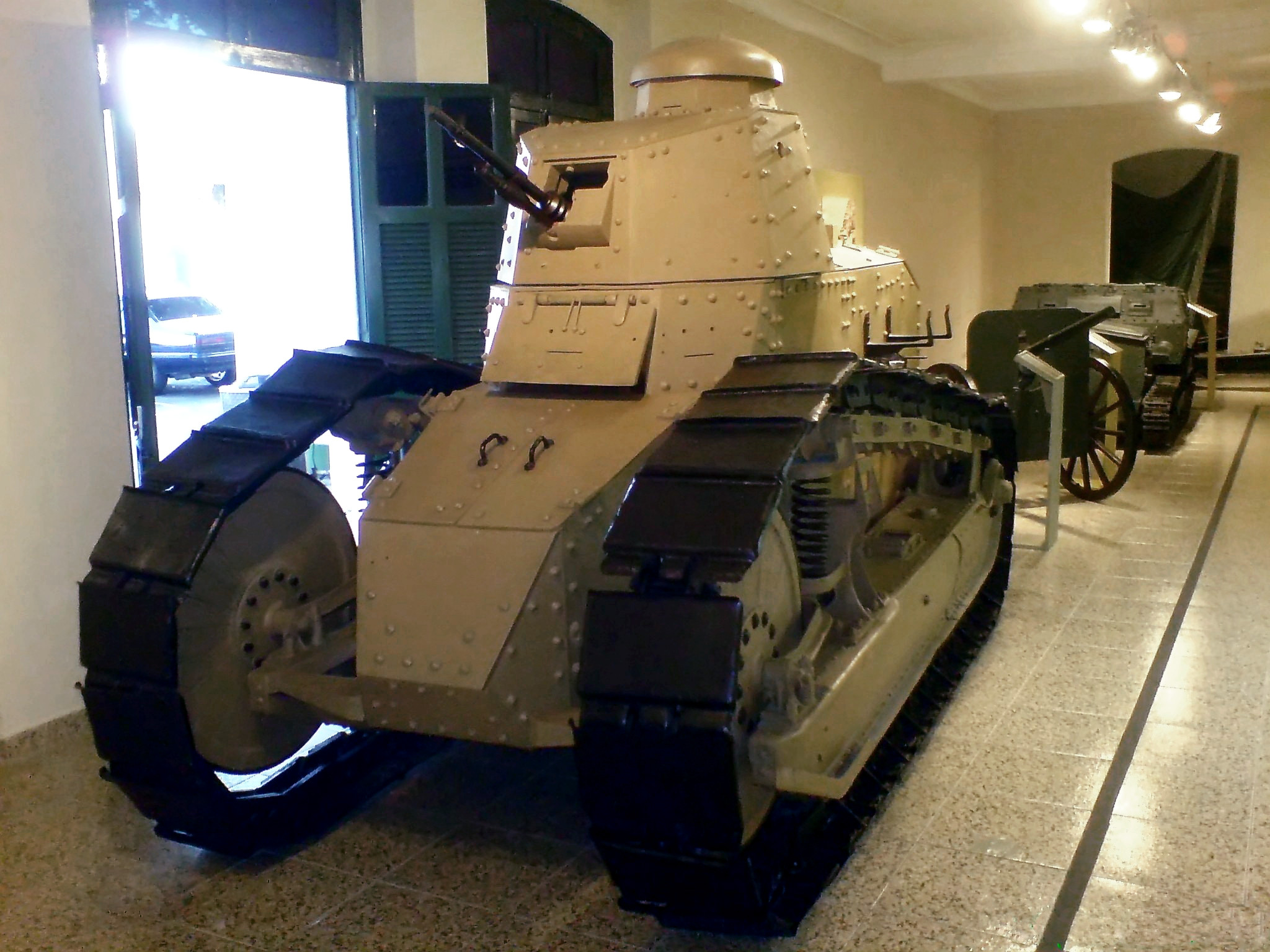
Tanc Renault FT-17 brazilian.
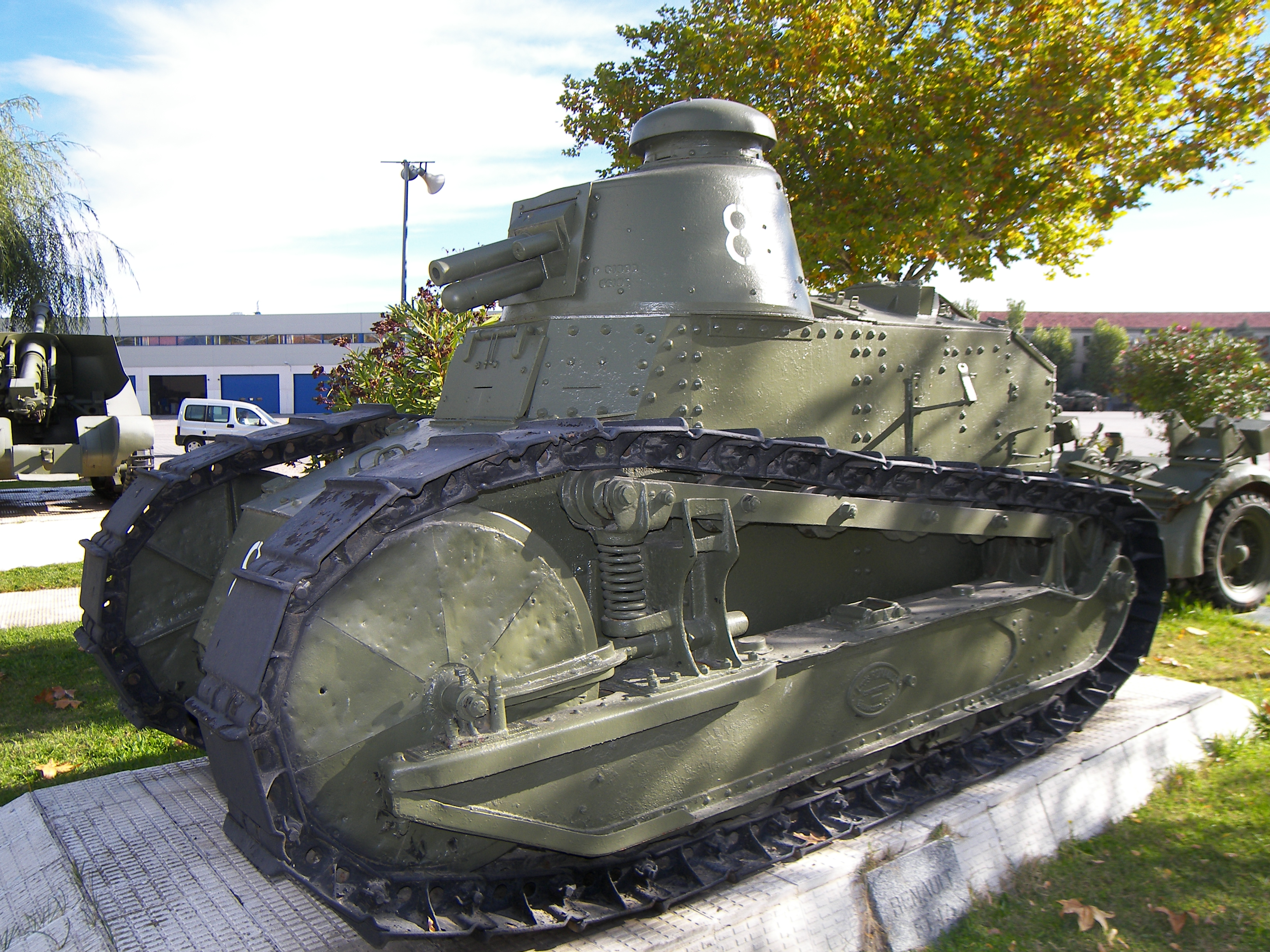
Tanc Renault FT-17 spaniol.
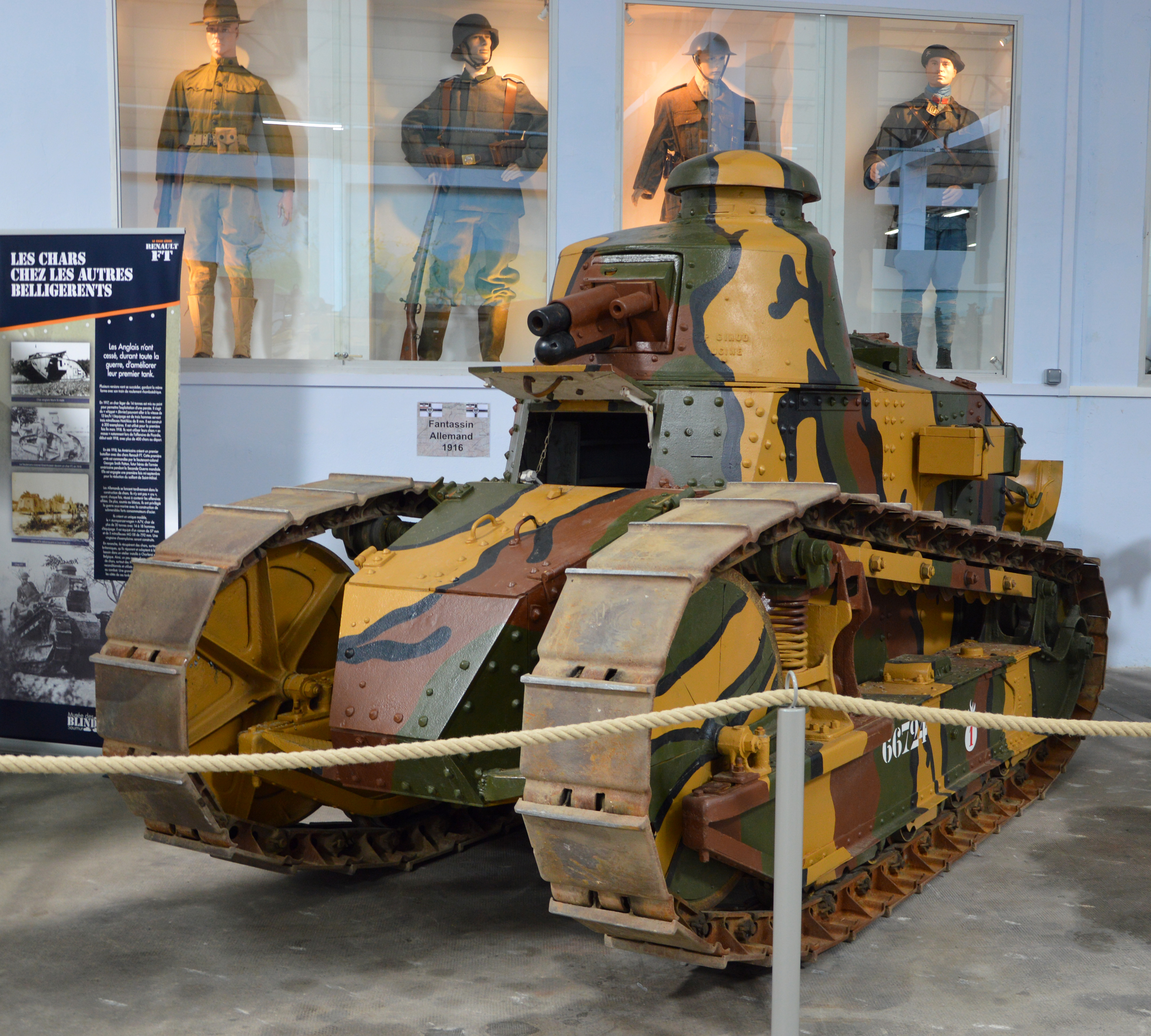
Tanc Renault FT-17 expus în Musée des Blindés.
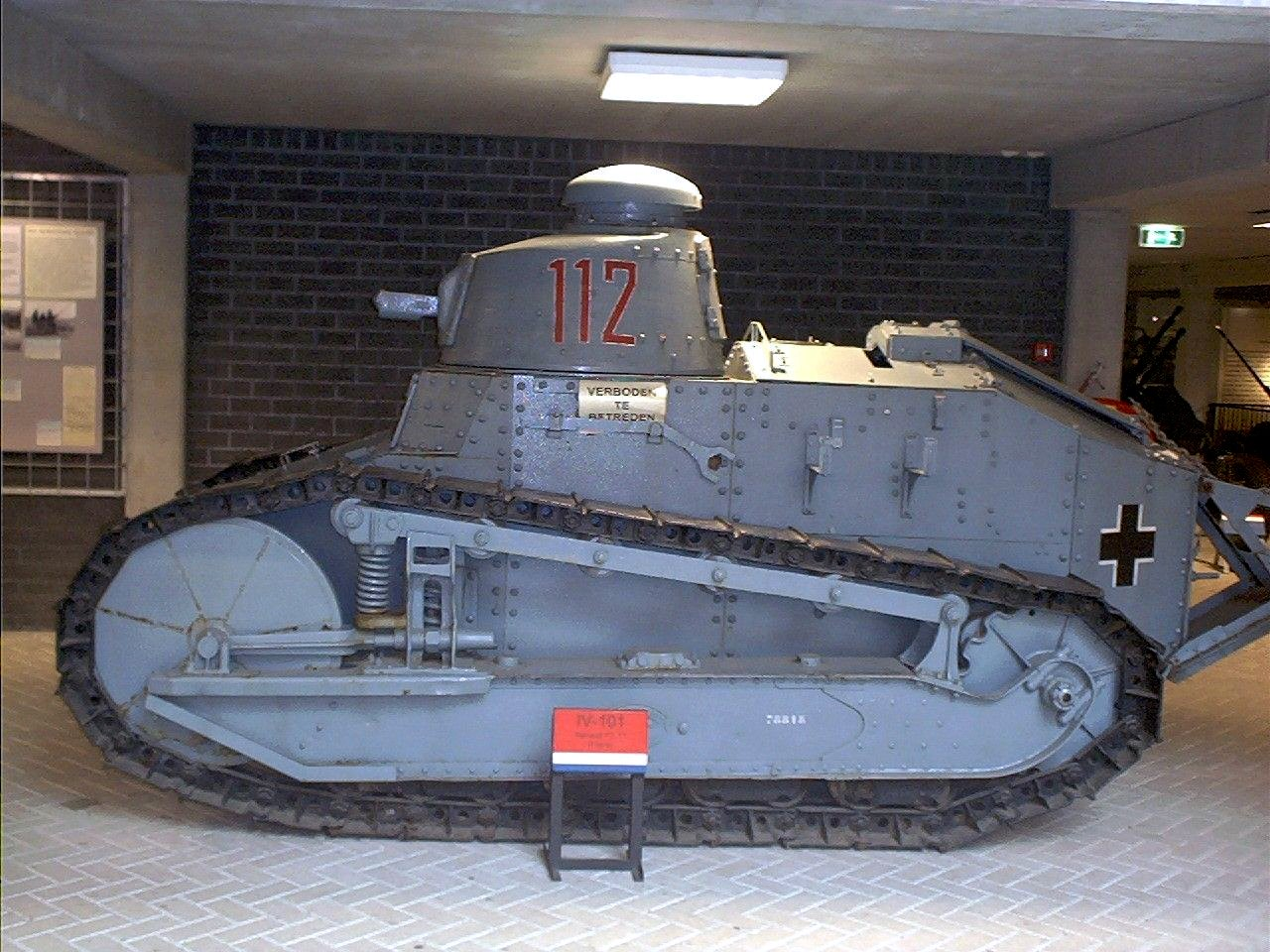
Tanc Renault FT-17 german.
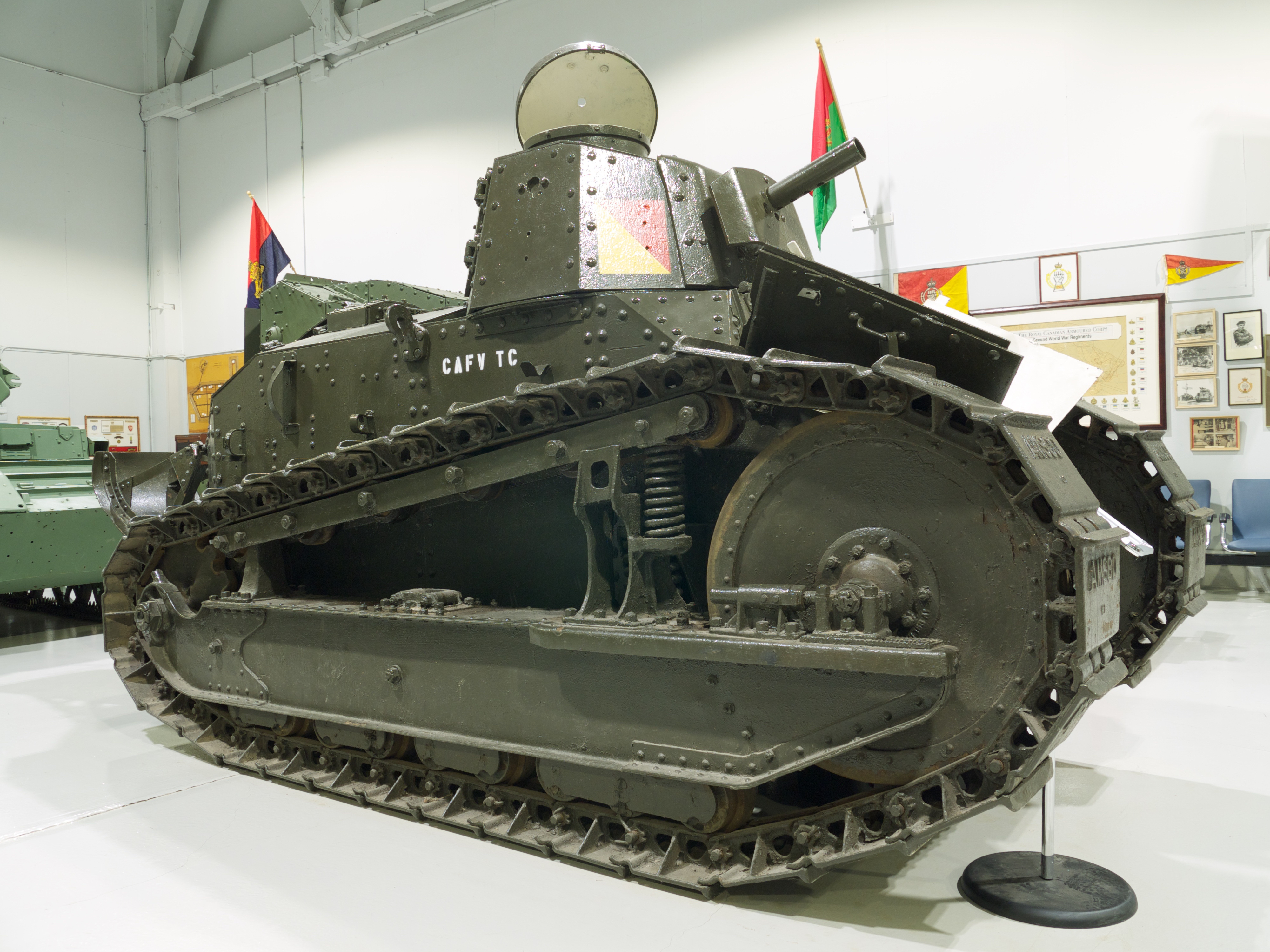
Tanc M1917 american.
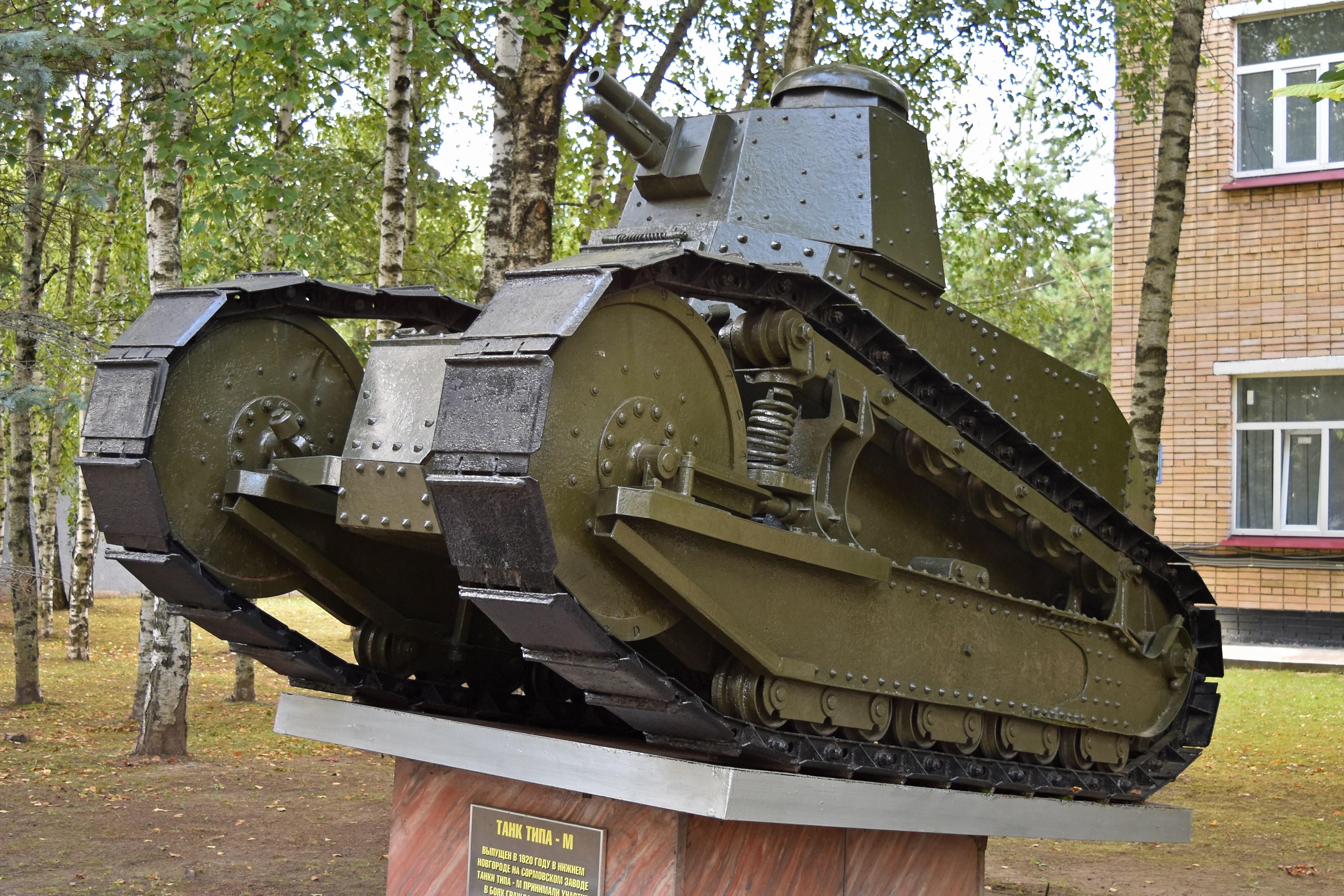
Tanc Renault FT-17 KS expus în Muzeul Tancurilor din Kubinka, Rusia.
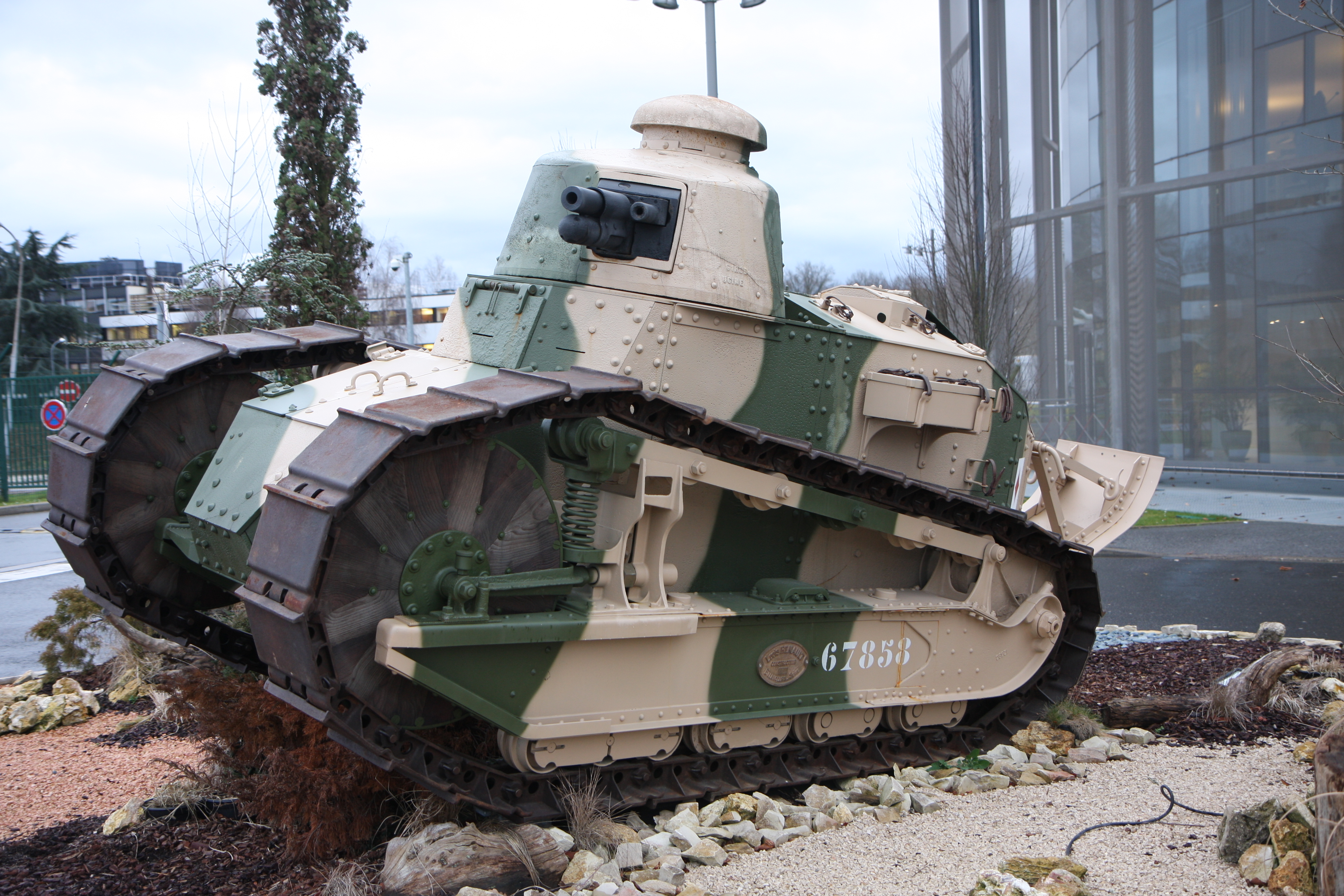
Tanc Renault FT-17, Franța.
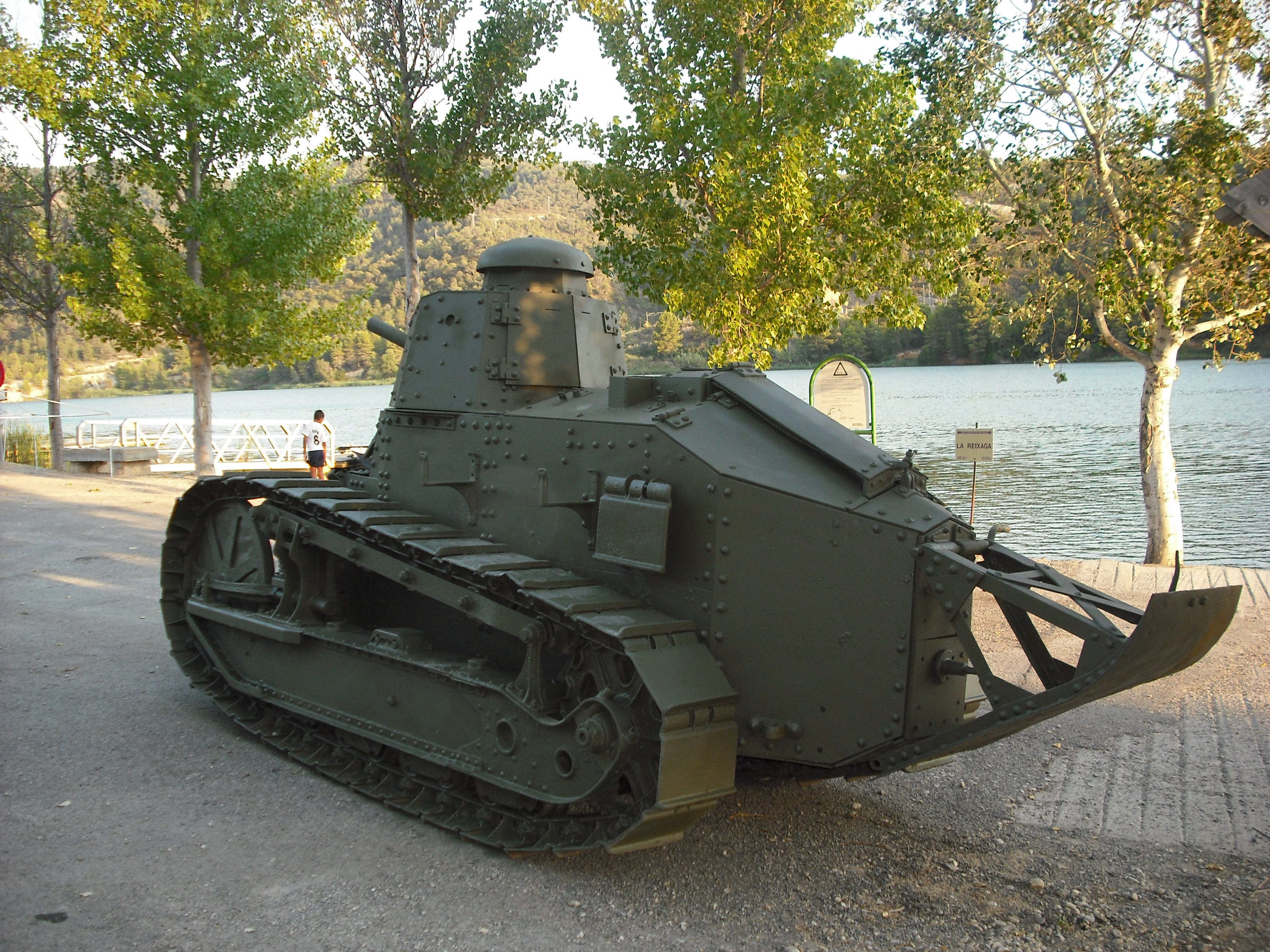
Tanc Renault FT-17, Spania.